# Mănăstirea Sucevița
Mănăstirea Sucevița este o mănăstire ortodoxă din România, construită între anii 1583-1586 și situată în satul Sucevița din comuna omonină (județul Suceava), la o distanță de 18 km de municipiul Rădăuți.
Mănăstirea Sucevița a fost inclusă pe Lista monumentelor istorice din județul Suceava din anul 2015, având codul de clasificare  SV-II-a-A-05651 și fiind formată din 5 obiective:
- Biserica „Învierea Domnului” - datând din 1583-1586 și având codul SV-II-m-A-05651.01;
- Chilii - datând din secolul al XVI-lea și având codul SV-II-m-A-05651.02;
- Paraclis - datând din 1583-1586 și având codul SV-II-m-A-05651.03;
- Turnuri de nord-est și nord-vest - datând din secolele XVI-XVII și având codul SV-II-m-A-05651.04 și
- Zid de incintă - datând din secolele XVI-XVII și având codul SV-II-m-A-05651.05.

În anul 1993, Organizația Națiunilor Unite pentru Educație, Știință și Cultură (UNESCO) a inclus Biserica „Învierea Domnului” din cadrul Mănăstirii Sucevița, împreună cu alte șapte biserici din nordul Moldovei (Arbore, Pătrăuți, Moldovița, Probota, „Sf. Ioan cel Nou” din Suceava, Humor și Voroneț), pe lista patrimoniului cultural mondial, în grupul Bisericile pictate din nordul Moldovei.

## Istoric

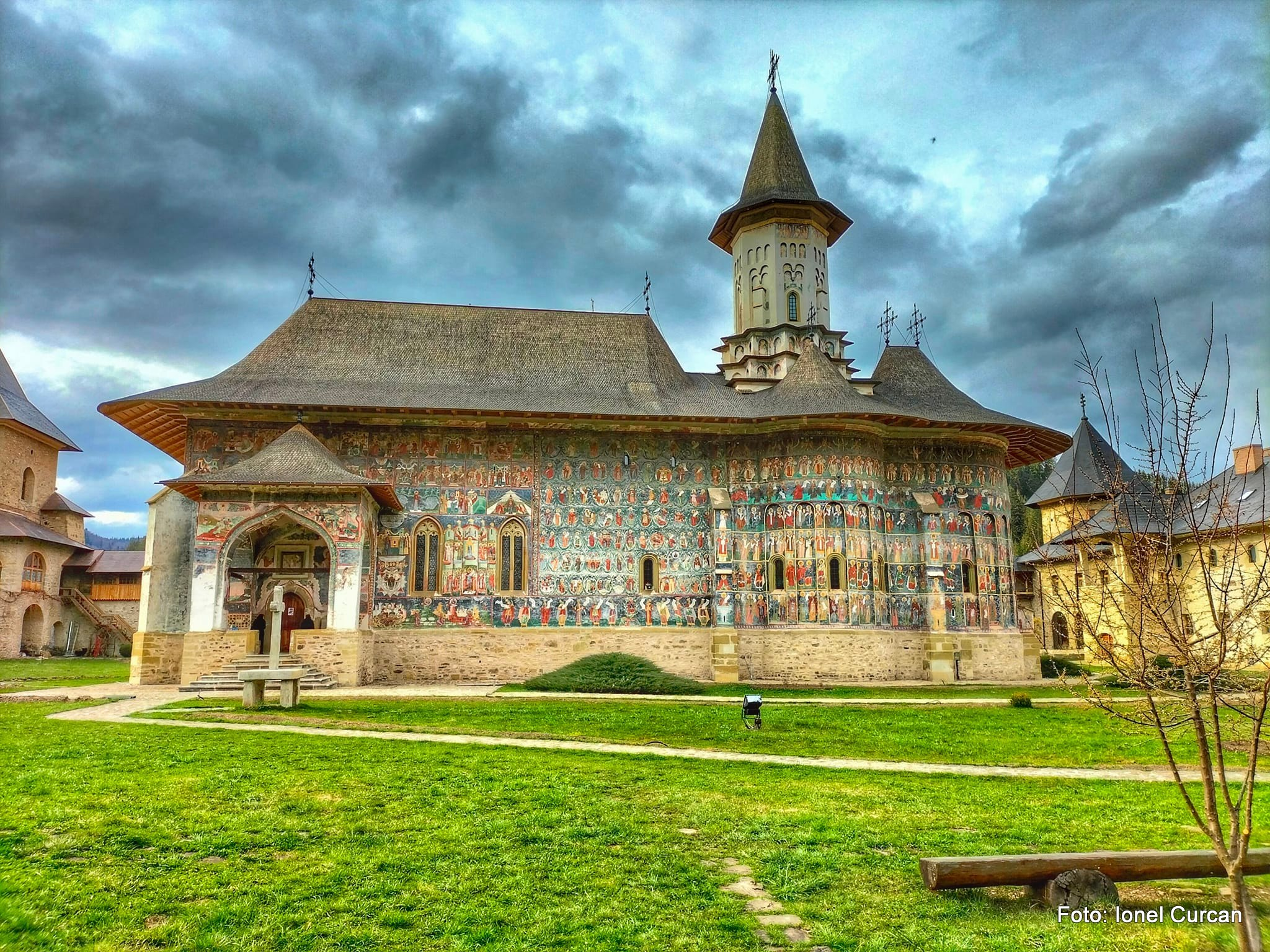

Tradiția așază pe valea râului Sucevița, între dealuri, o biserică din lemn și o schivnicie de pe la începutul veacului al XVI-lea.
Legenda spune că, mai târziu, pentru răscumpărarea a cine știe căror păcate, o femeie a adus cu carul ei tras de bivoli, timp de treizeci de ani, piatra necesară actualei construcții. Documentar, mănăstirea este atestată la 1582, în vremea voievodului Petru Șchiopul.
Monumentul este în realitate ctitoria comună a familiilor Movileștilor (mari boieri, cărturari și chiar domnitori ai Moldovei și Țării Românești, sec. XVI-XVII). Construit în stilul arhitecturii moldovenești - îmbinare de elemente de artă bizantină și gotică, la care se adaugă elemente de arhitectură ale vechilor biserici de lemn din Moldova, edificiul, de mari proporții, păstrează planul trilobat și stilul statornicit în epoca lui Ștefan cel Mare, cu pridvorul închis. Notă aparte fac celelalte două mici pridvoare deschise (stâlpi legați prin arcuri în acoladă) plasați mai târziu pe laturile de sud și de nord; prin excelență "muntenești", ele constituie un evident ecou al arhitecturii din Țara Românească. Se mențin firidele absidelor, chenarele gotice din piatră și ocnițele numai la turlă, inclusiv pe baza ei stelată. Incinta este un patrulater (100x104 m) de ziduri înalte (6 m) și groase (3 m) prevăzute cu contraforturi, metereze, drum de strajă, patru turnuri de colț și unul cu paraclis peste gangul intrării (stema Moldovei); se mai află încăperi ale vechii case domnești și beciuri.

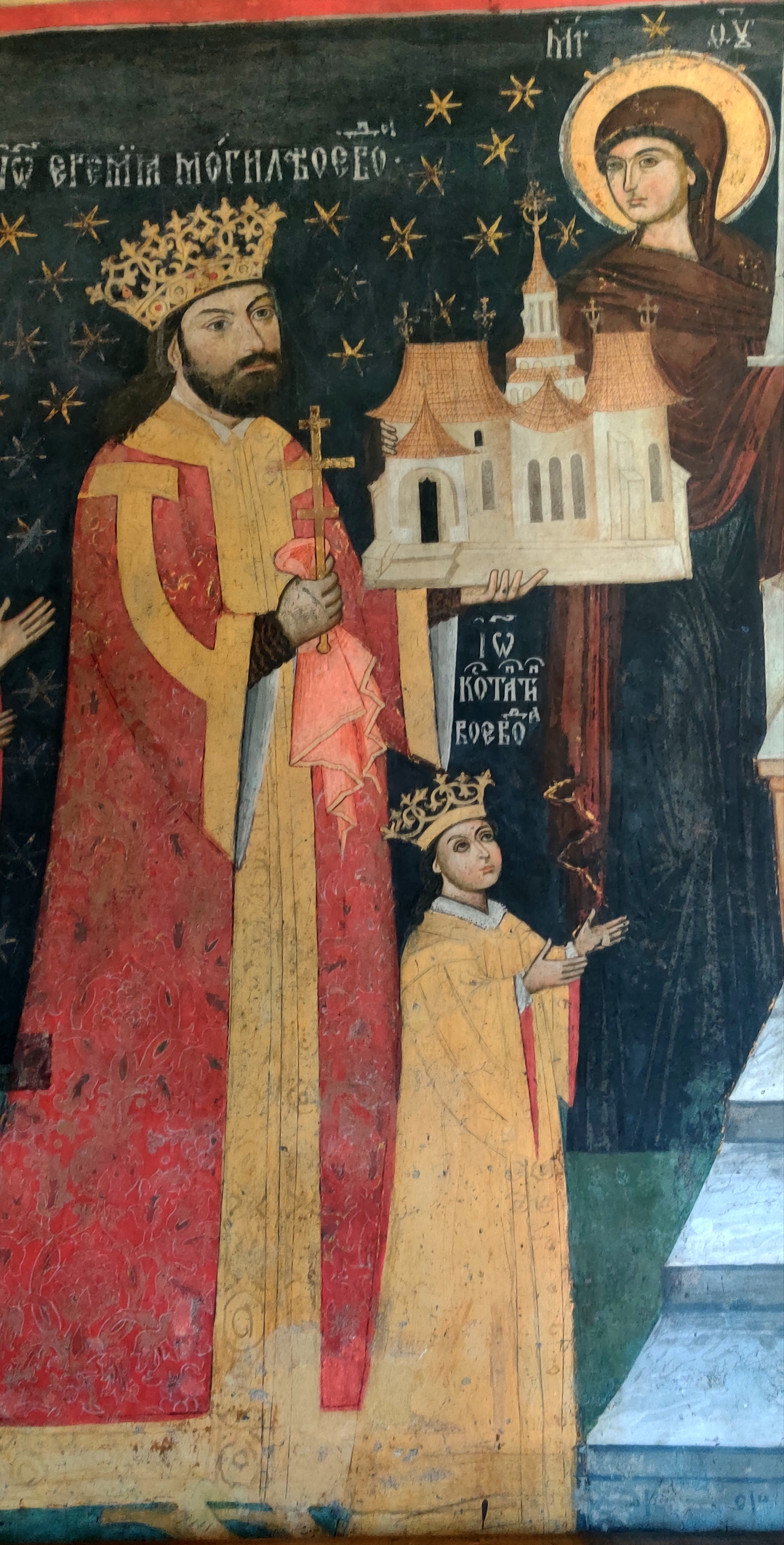
Ieremia Movilă - tablou votiv

## Arhitectură
Arhitectura îmbină elemente de artă bizantină și gotică, la care se adaugă elemente de arhitectură ale vechilor biserici din lemn din Moldova. Pictura murală interioară și exterioară este de o mare valoare artistică, fiind o amplă narațiune biblică din Vechiul și Noul Testament.
Biserica Învierii de la Mănăstirea Sucevița a fost inclusă în siturile protejate care fac parte din Patrimoniul Mondial UNESCO.

## Fotogalerie

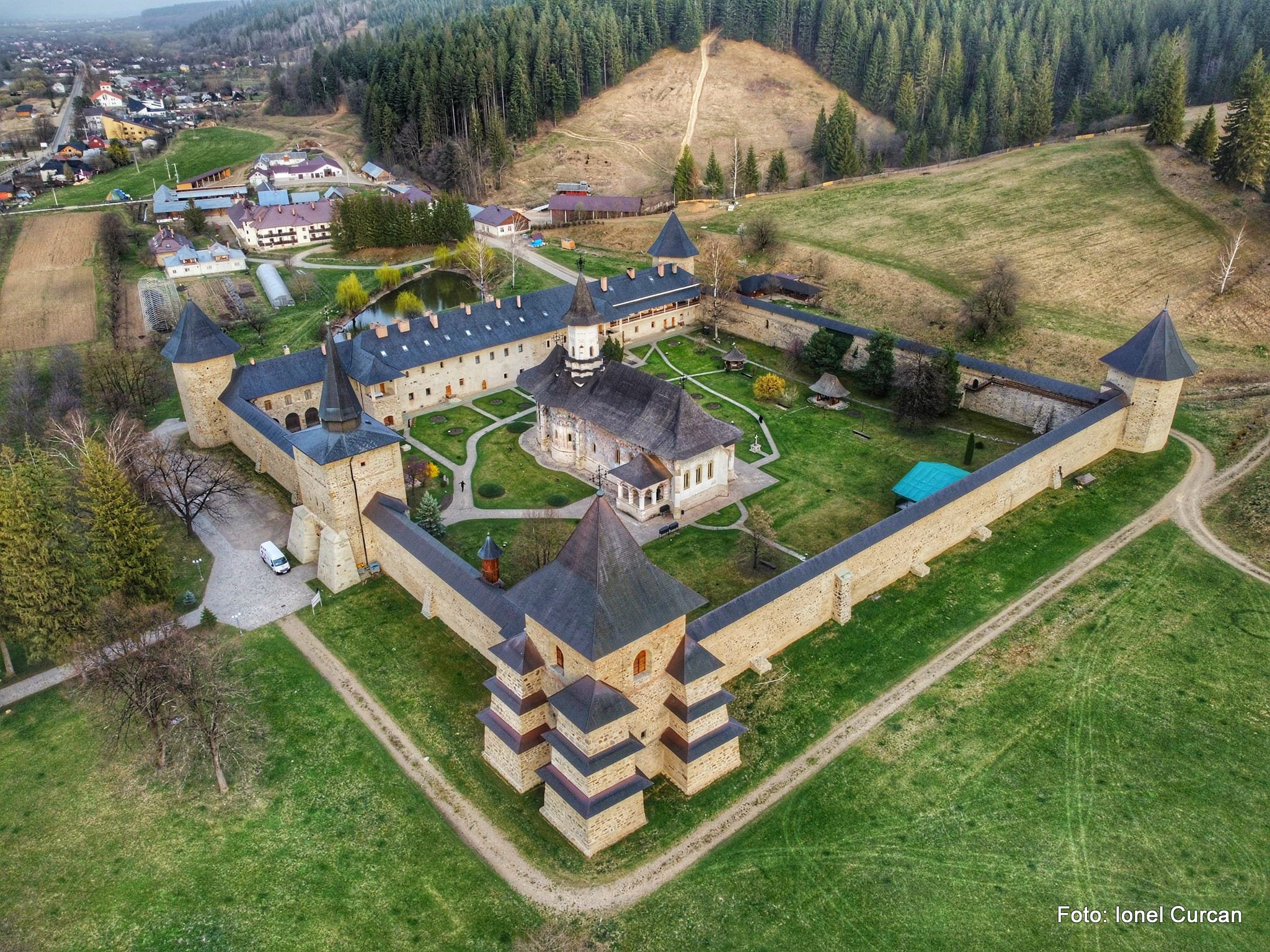
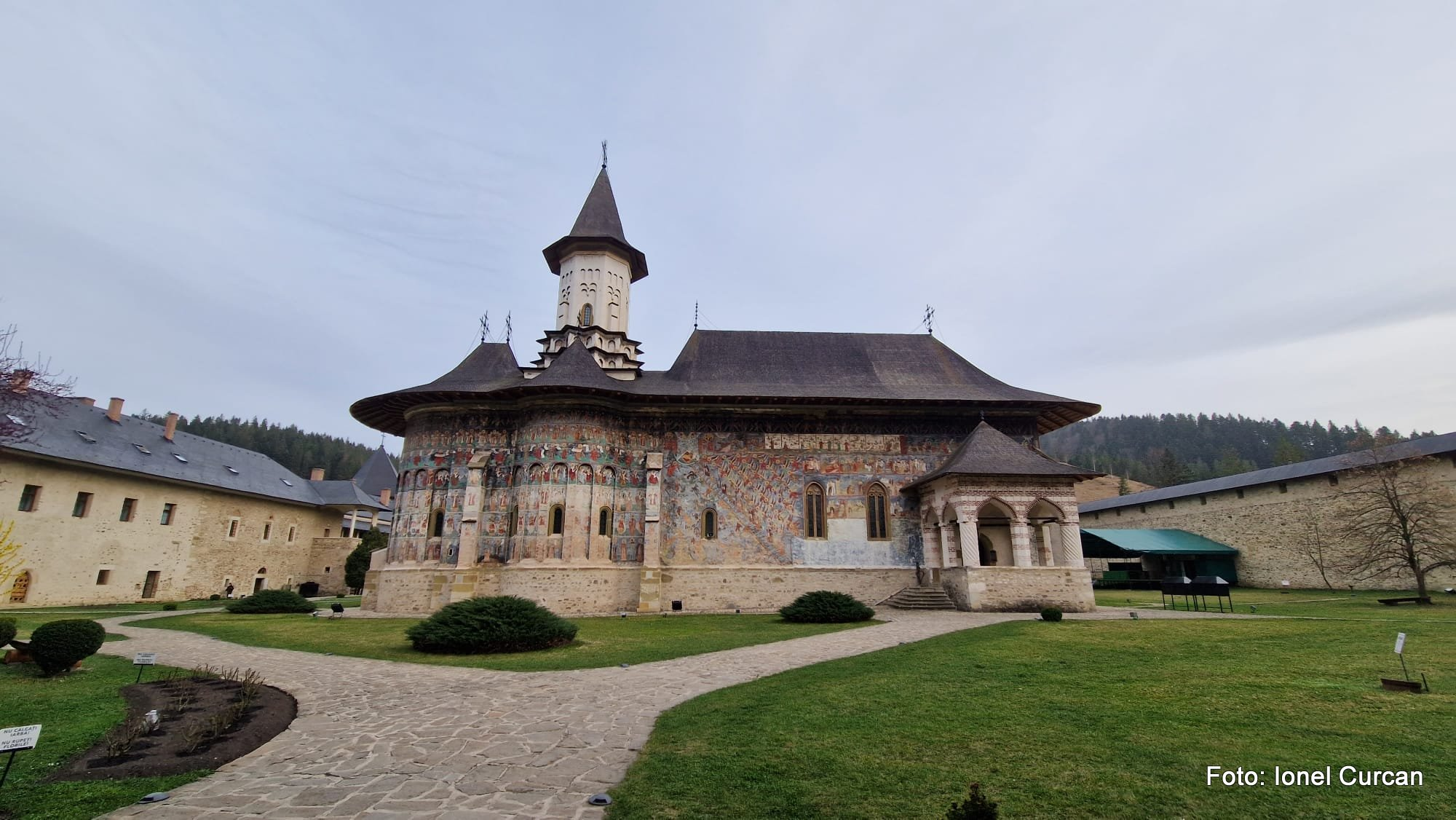
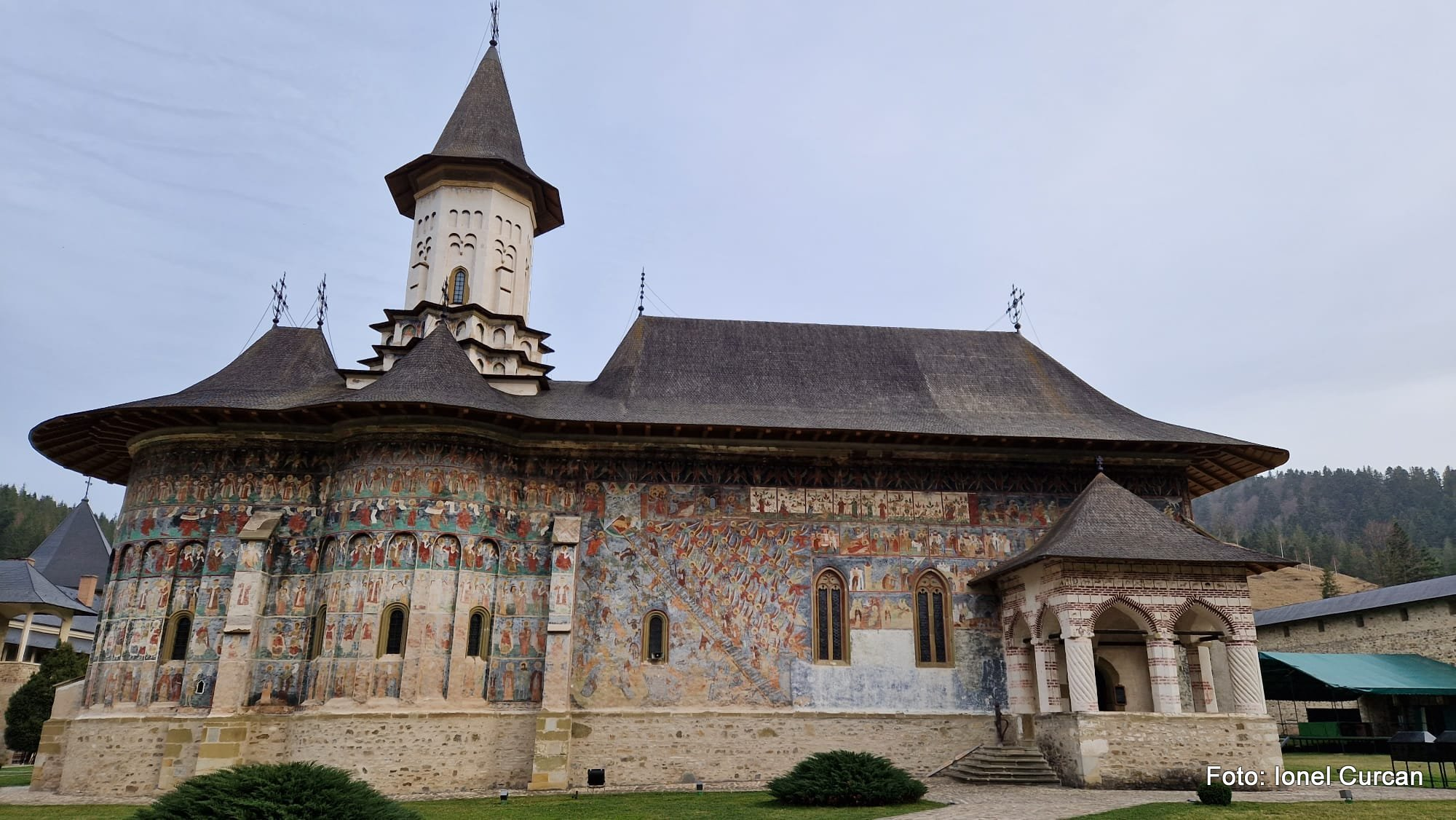
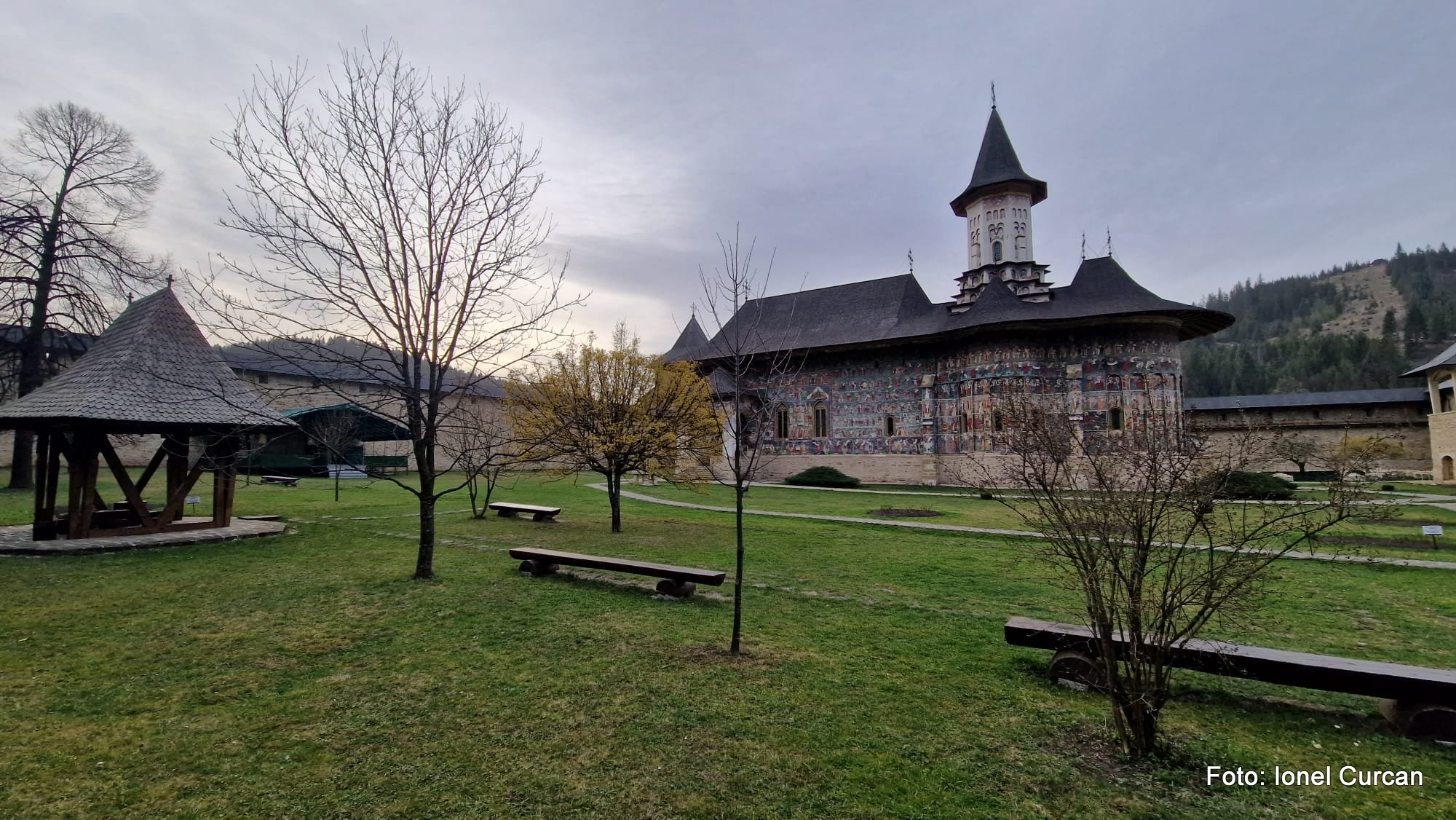
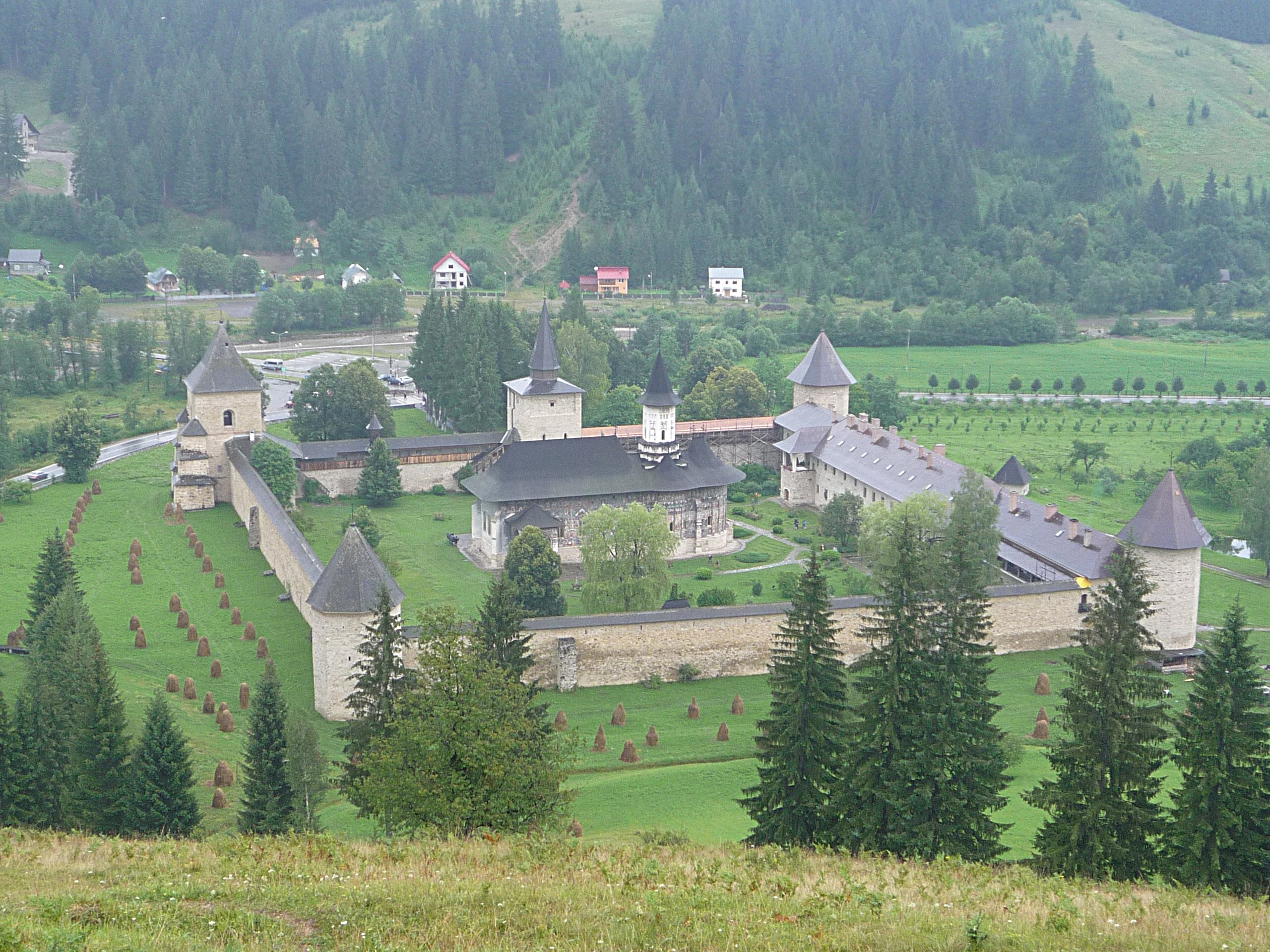
Vedere aeriană
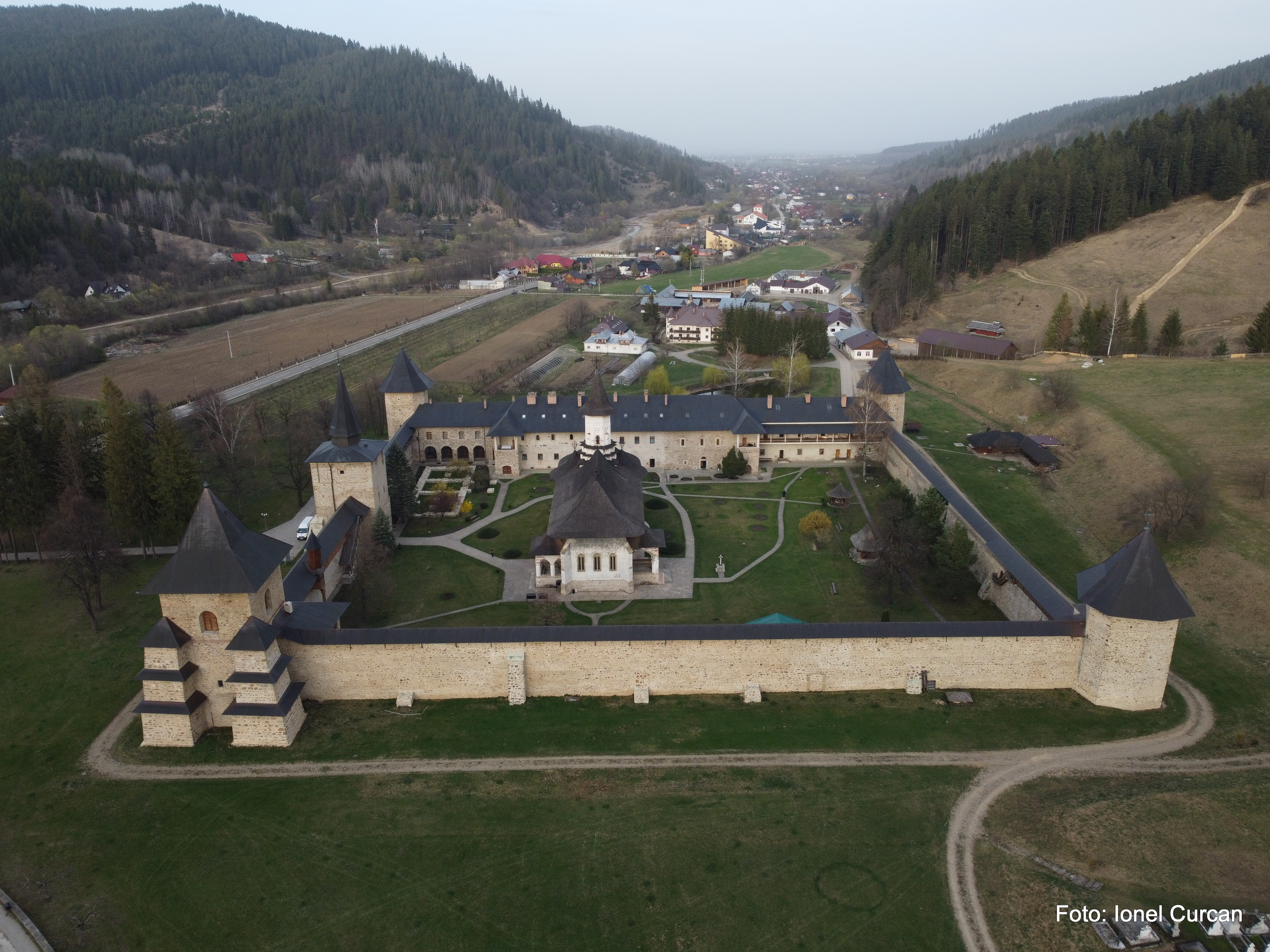
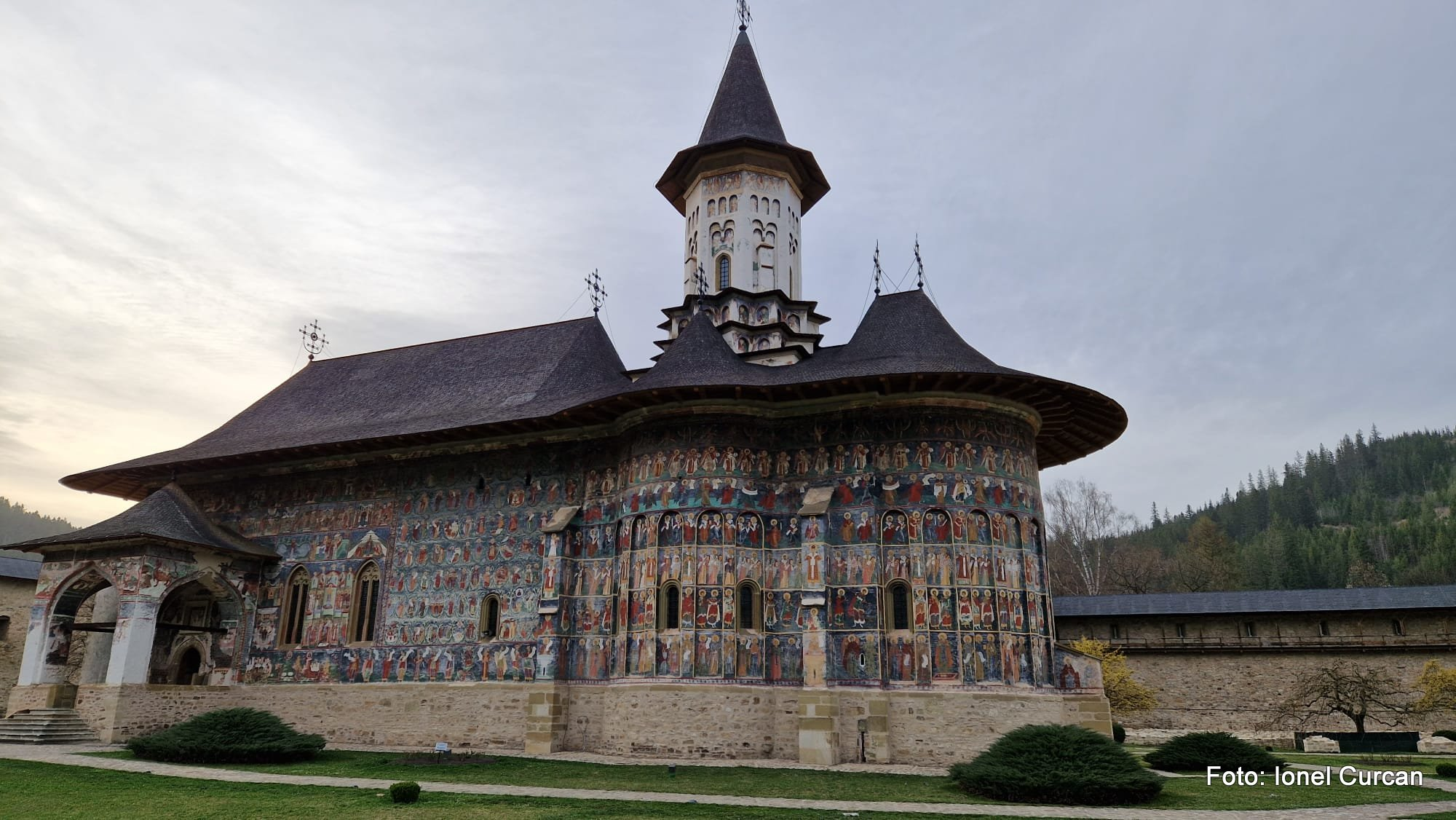
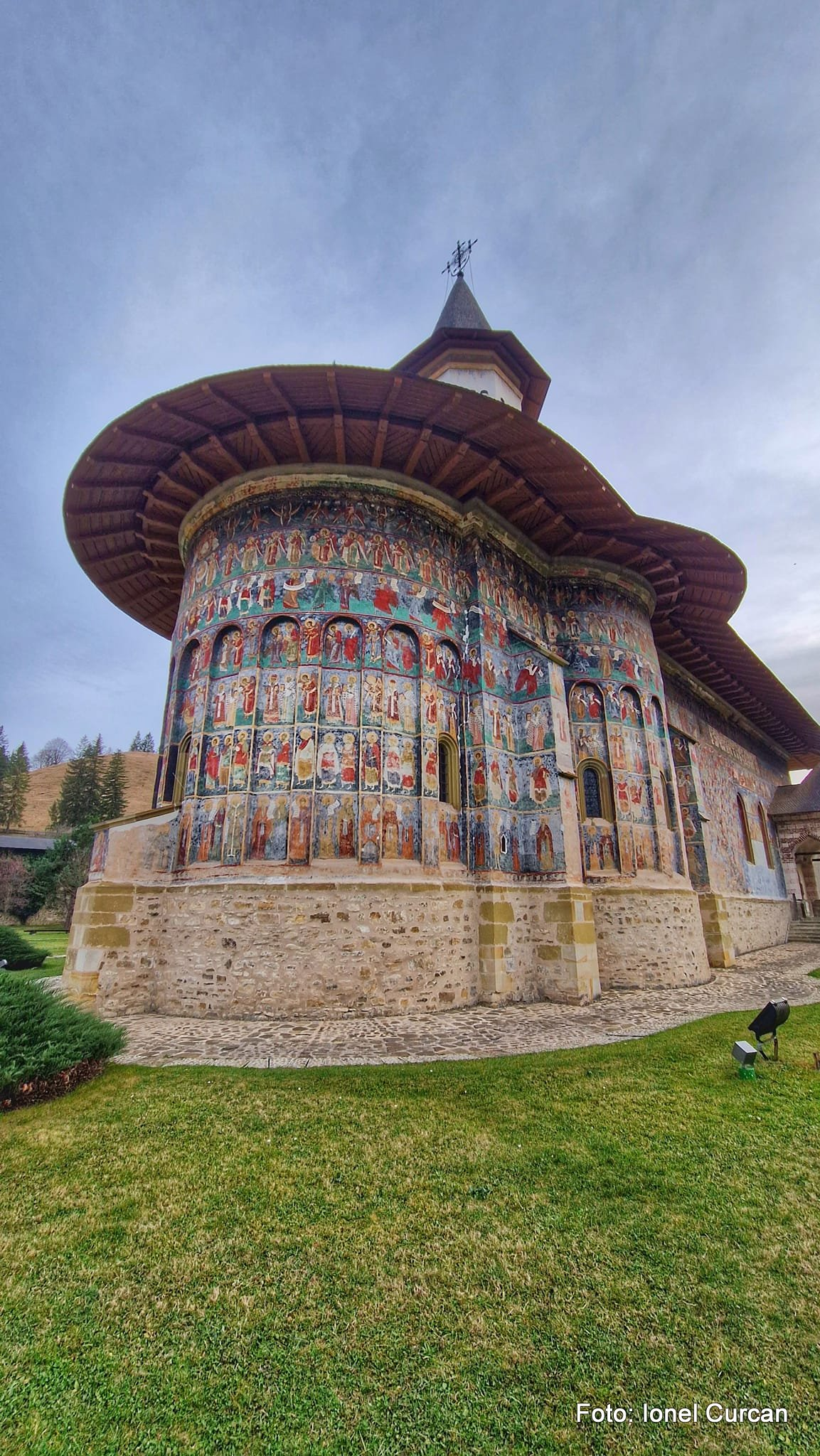
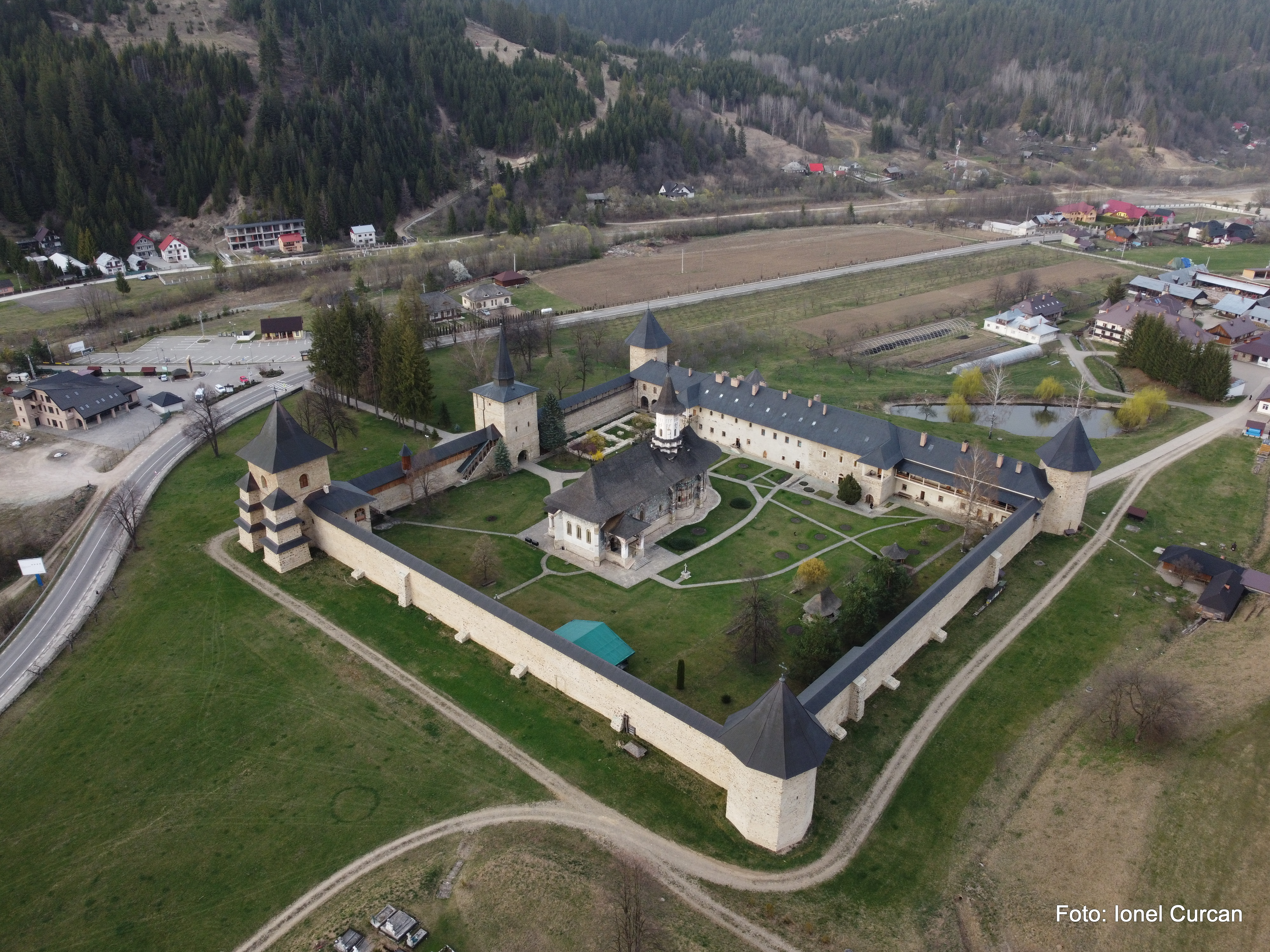
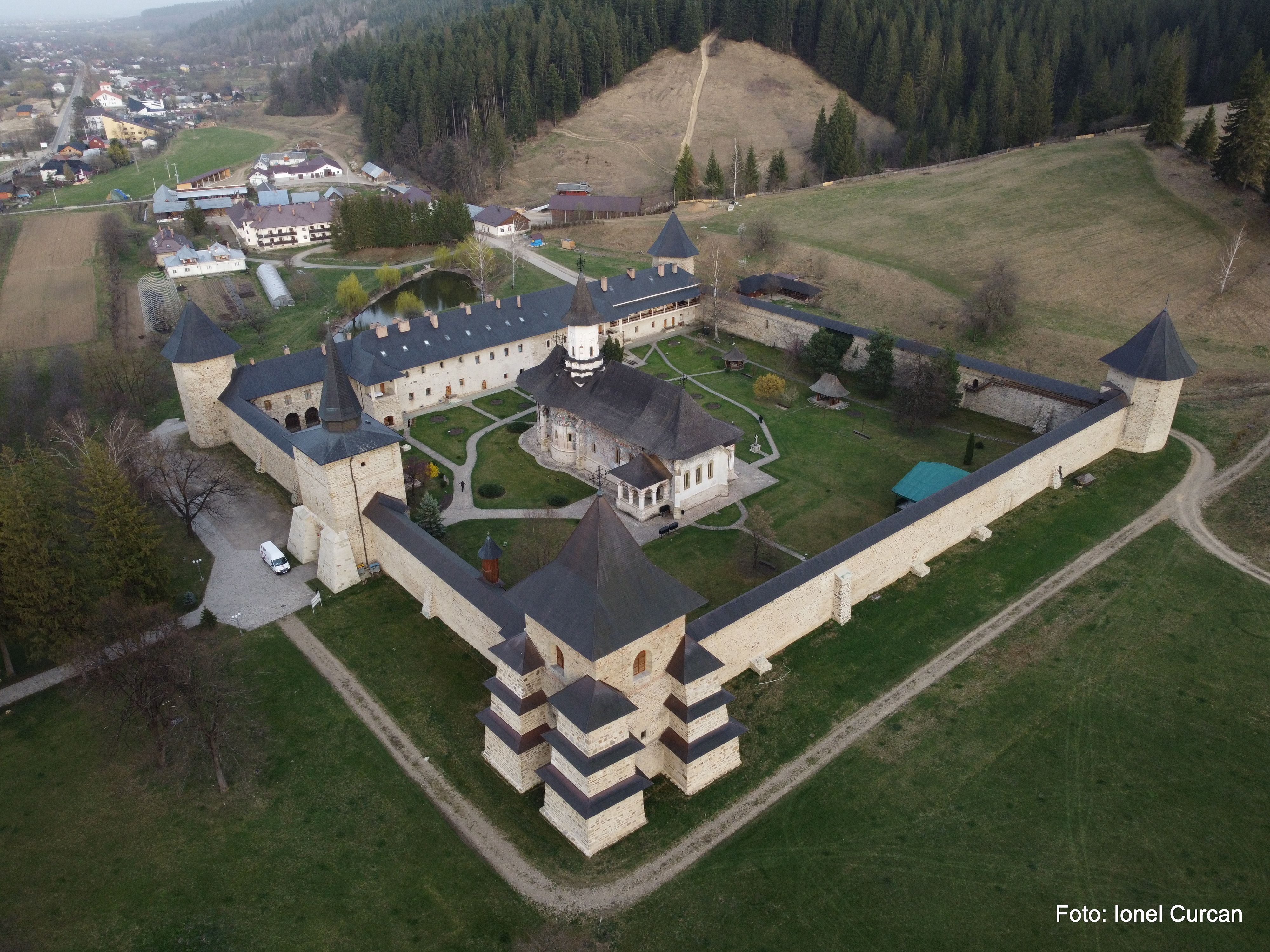
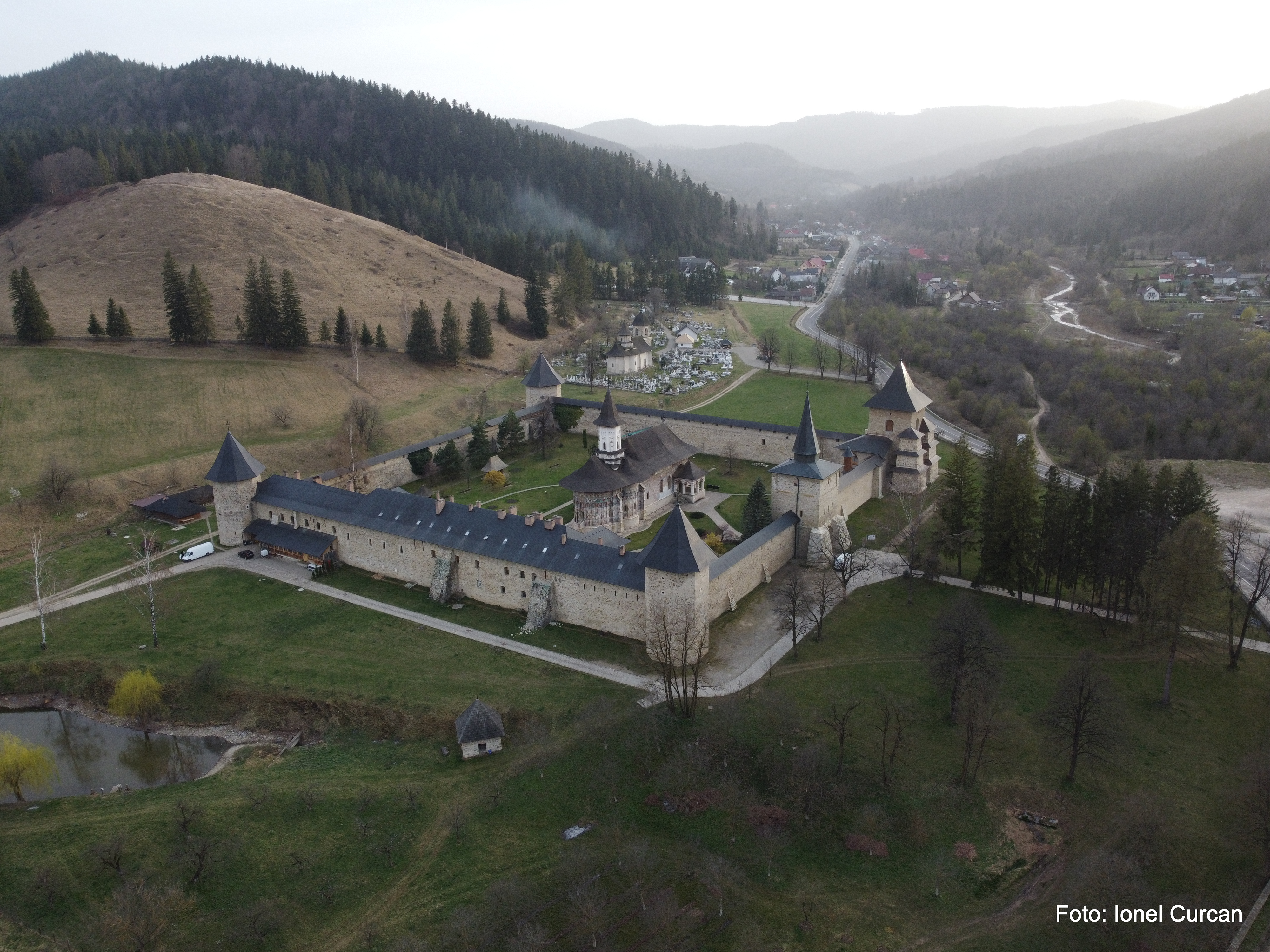
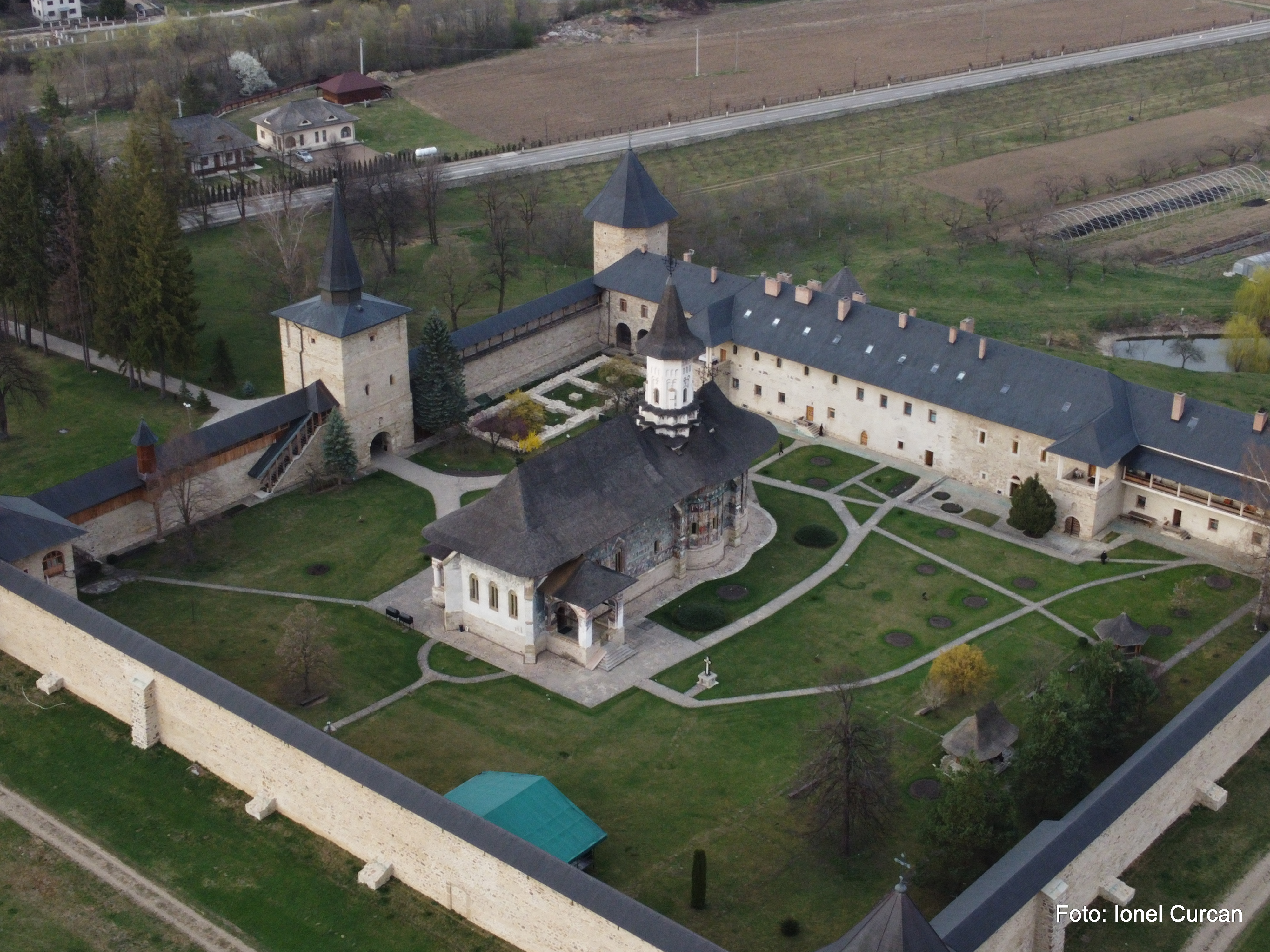
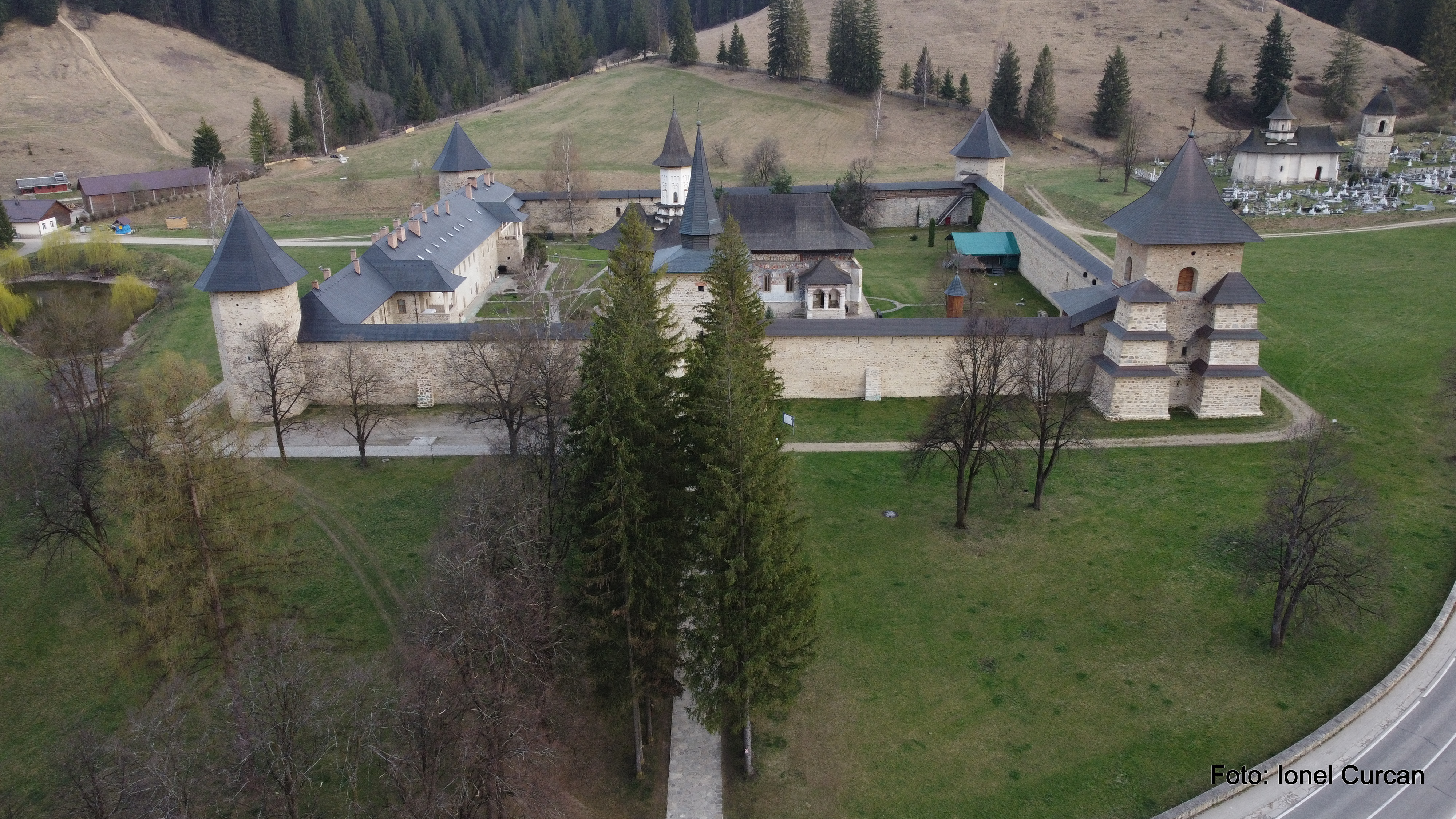
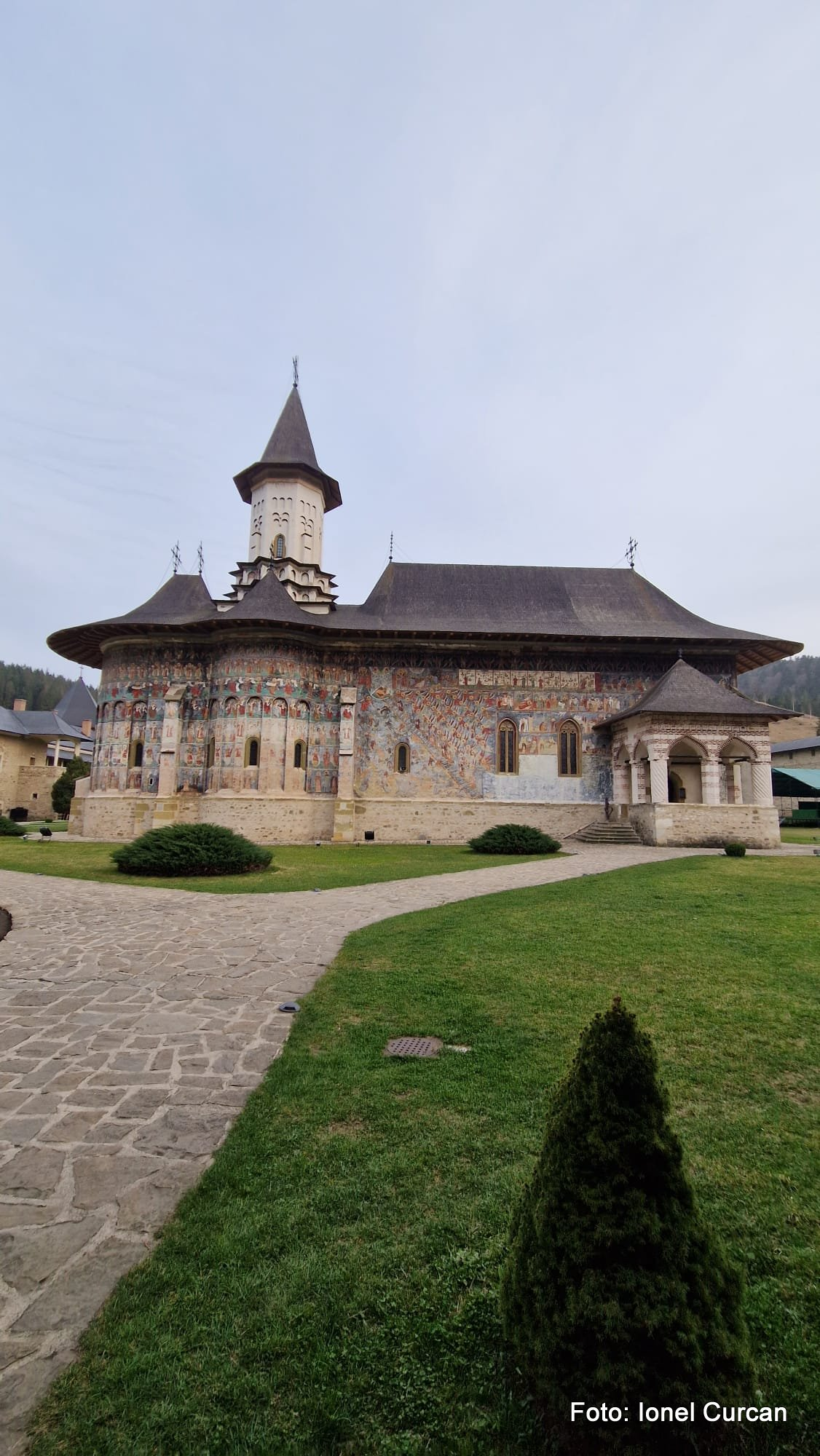
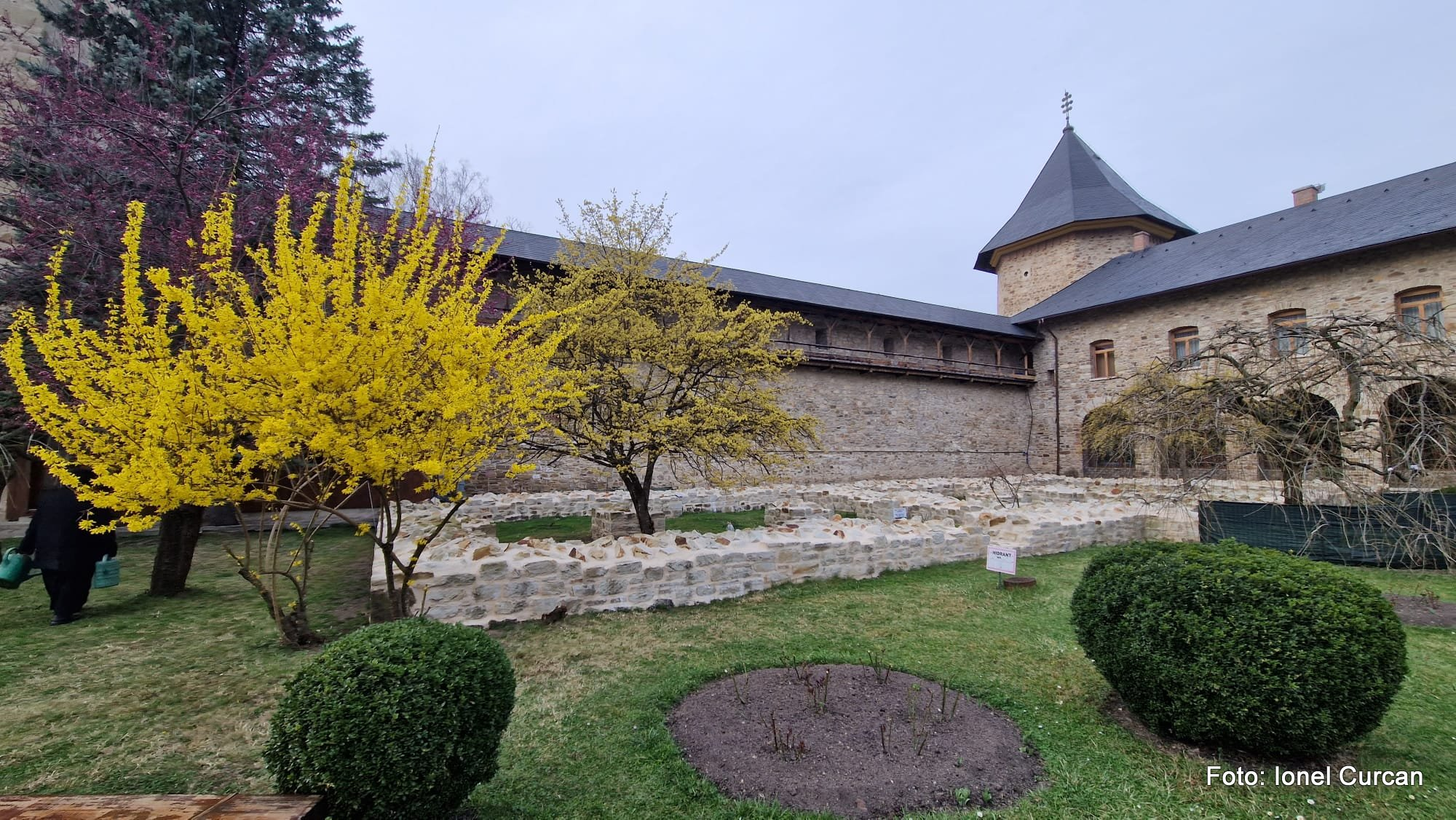
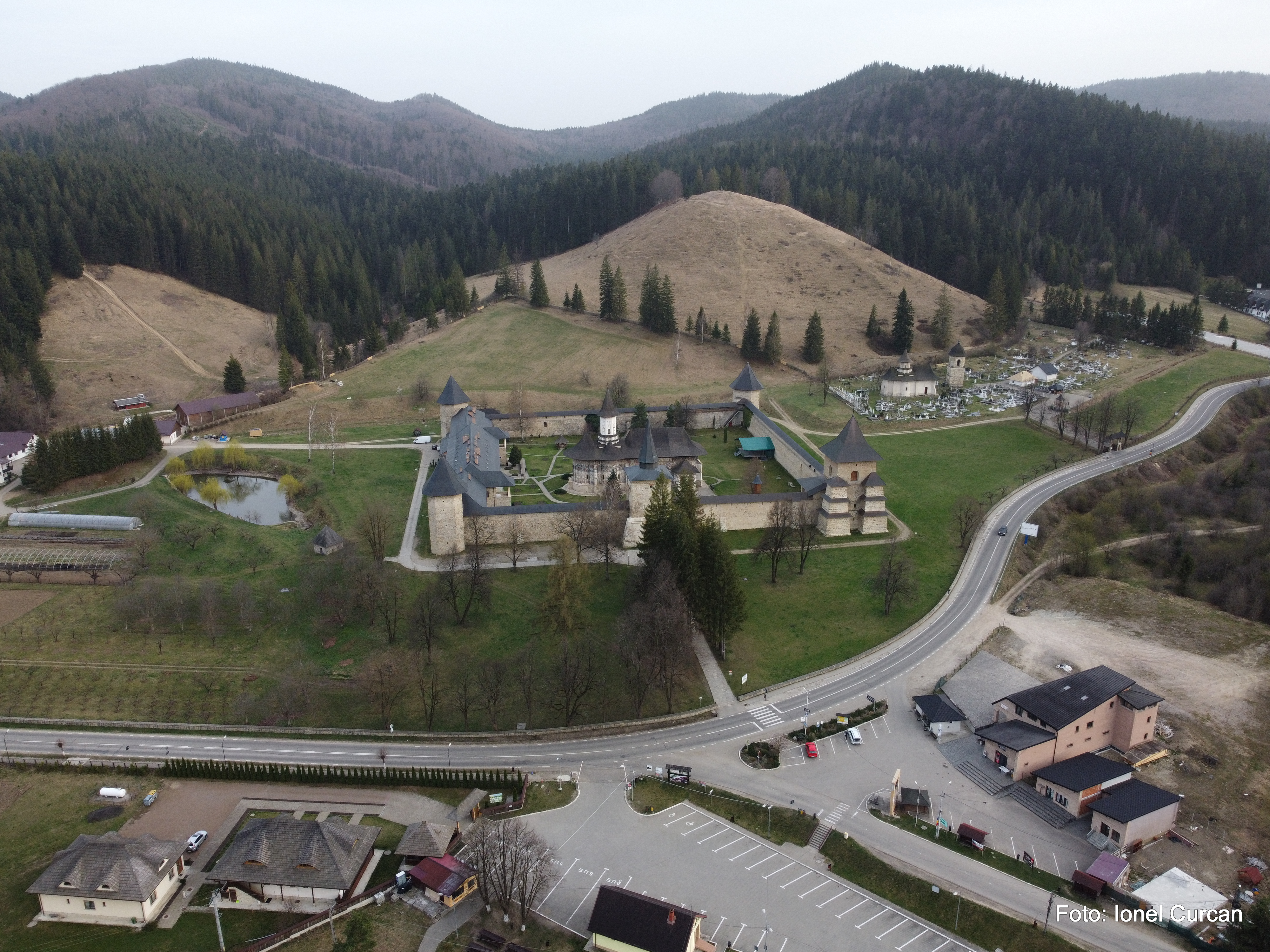
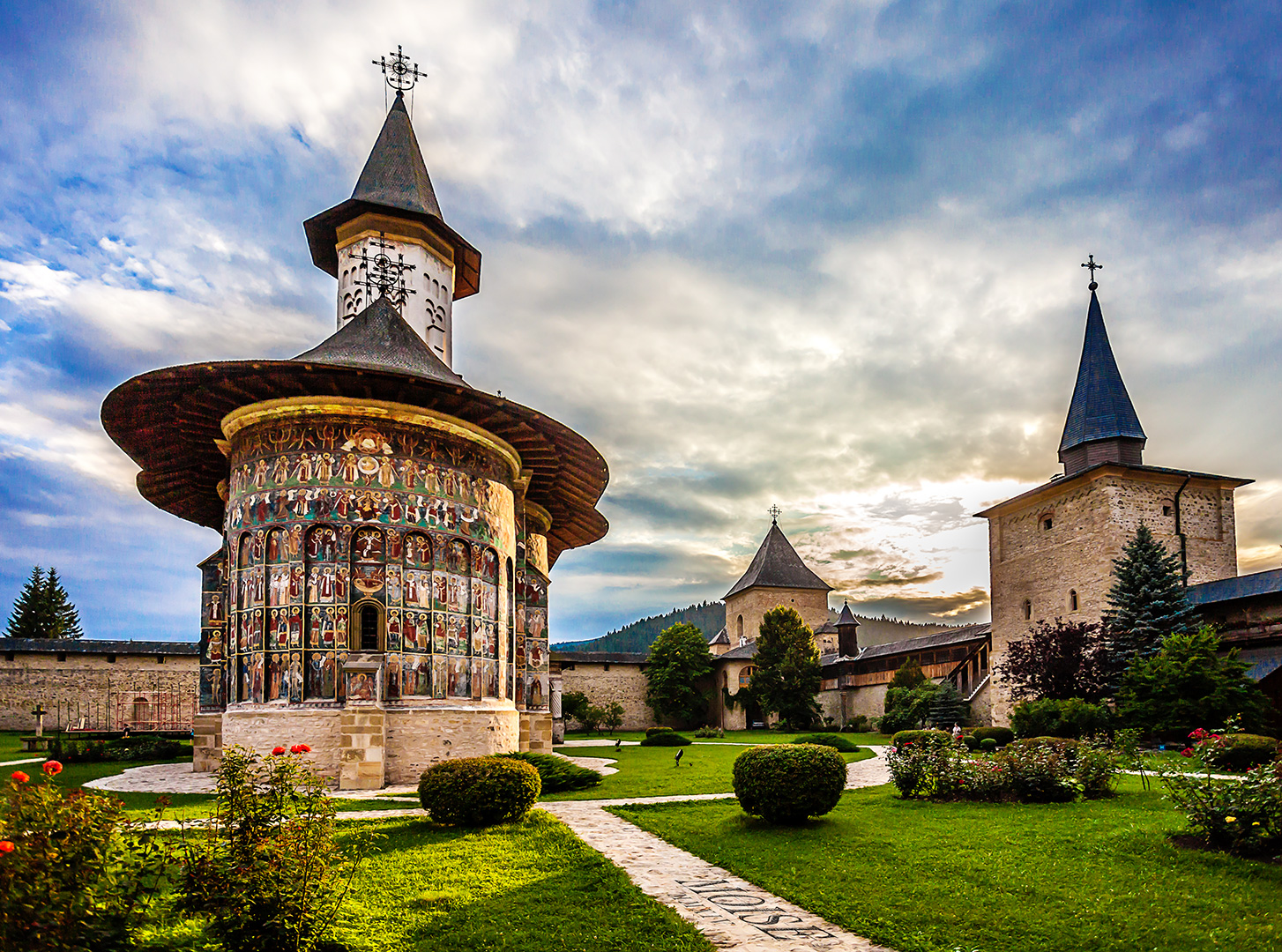
Mănăstirea Sucevița
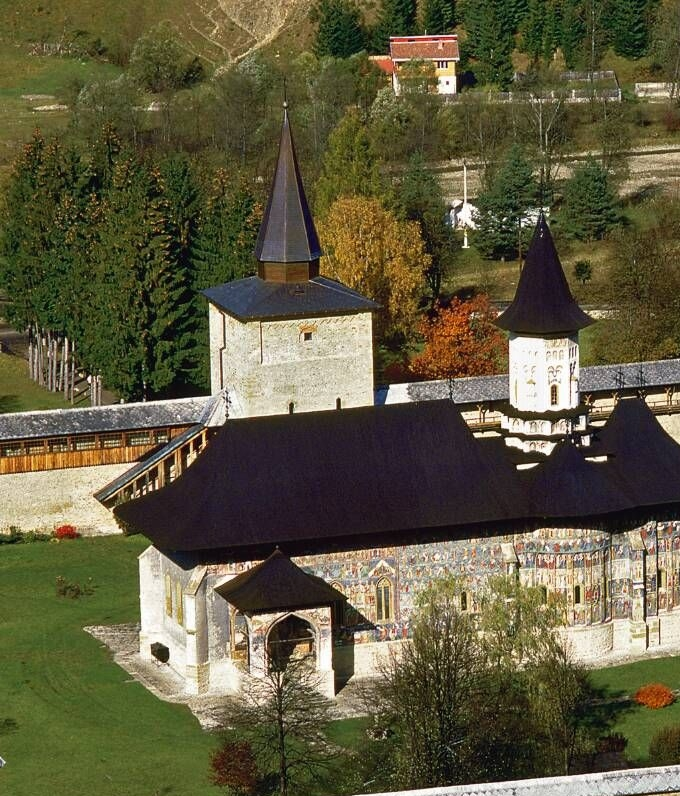
Mănăstirea Sucevița
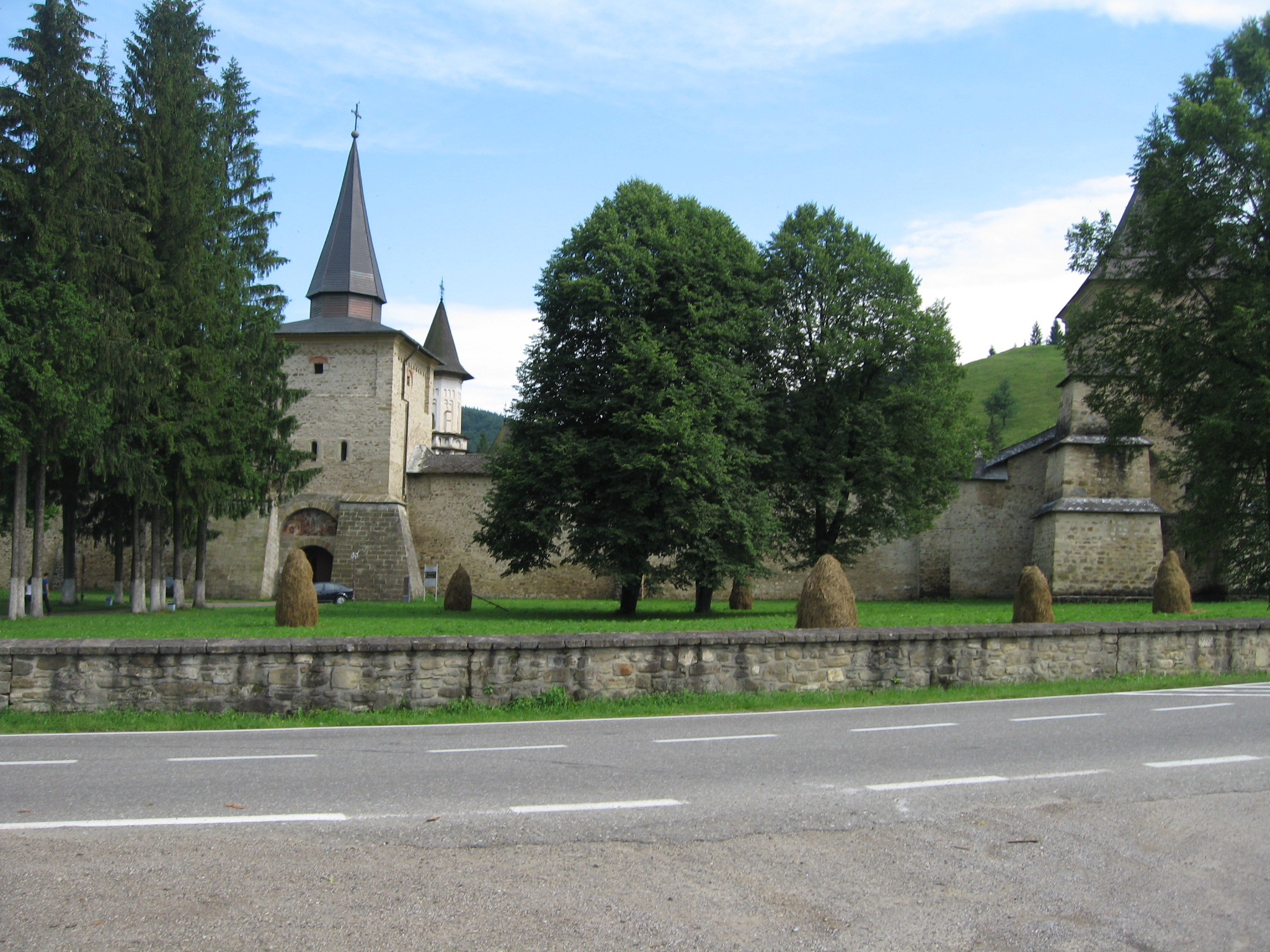
Turnul de la intrare
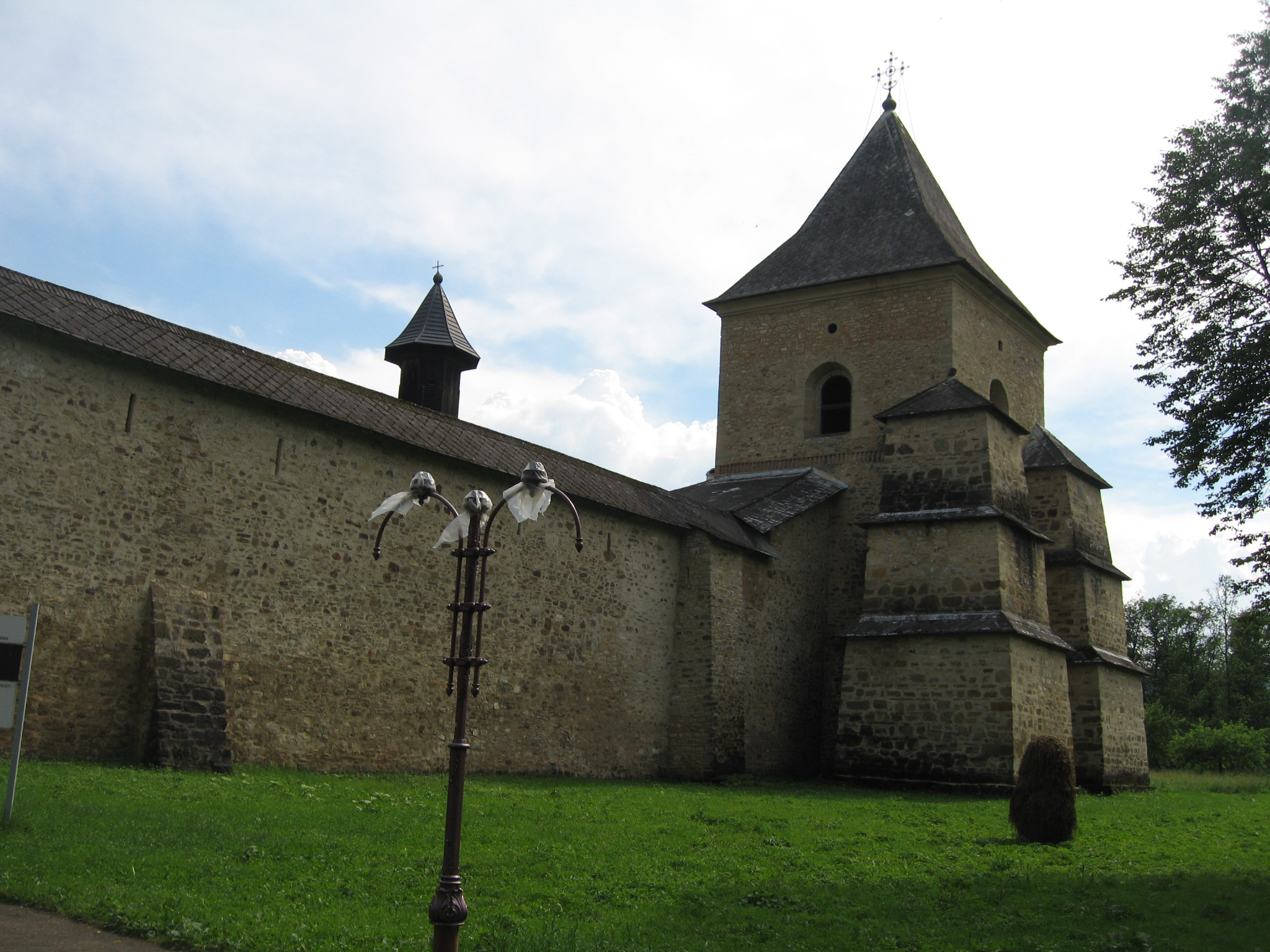
Turn lateral
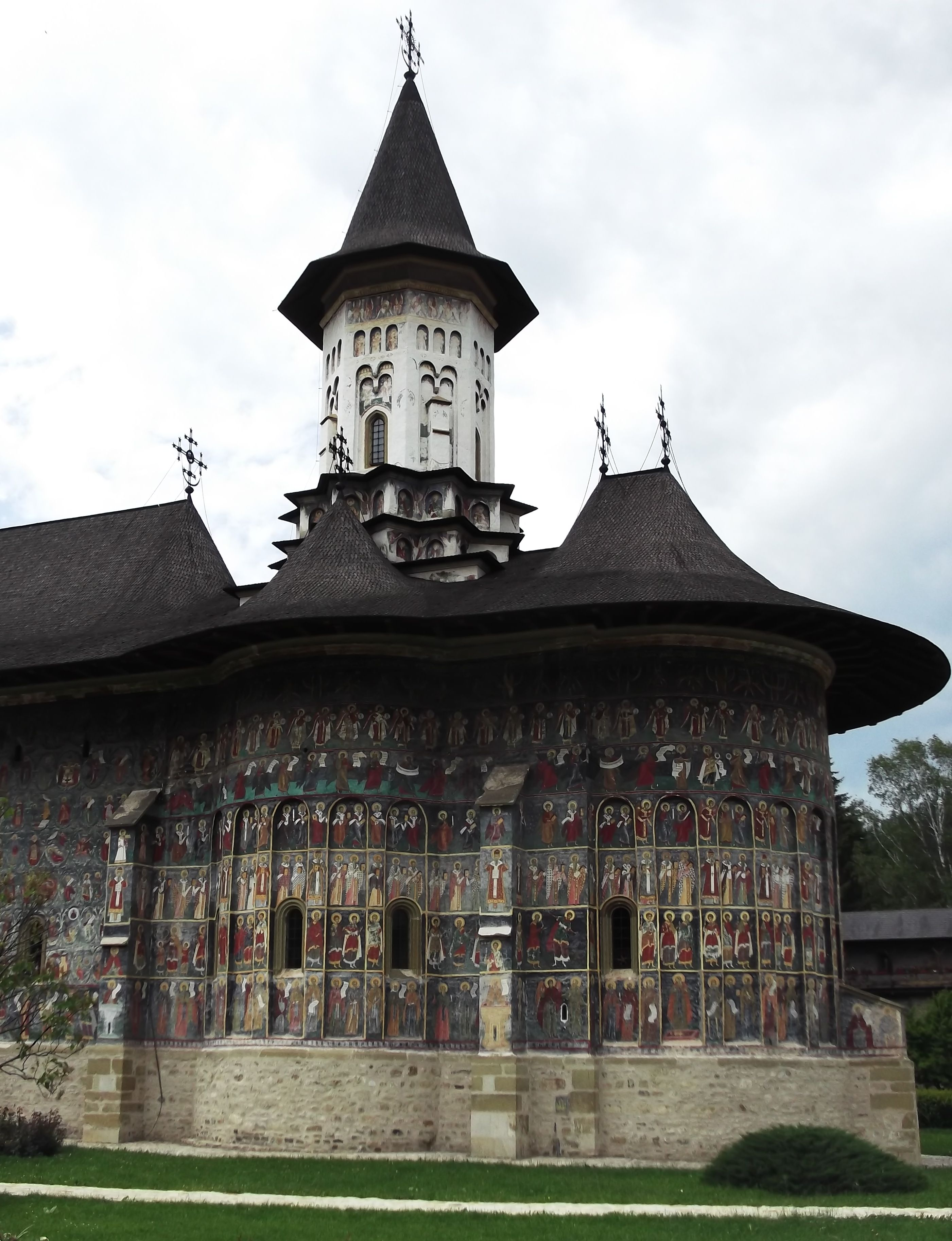
Altarul bisericii - exterior
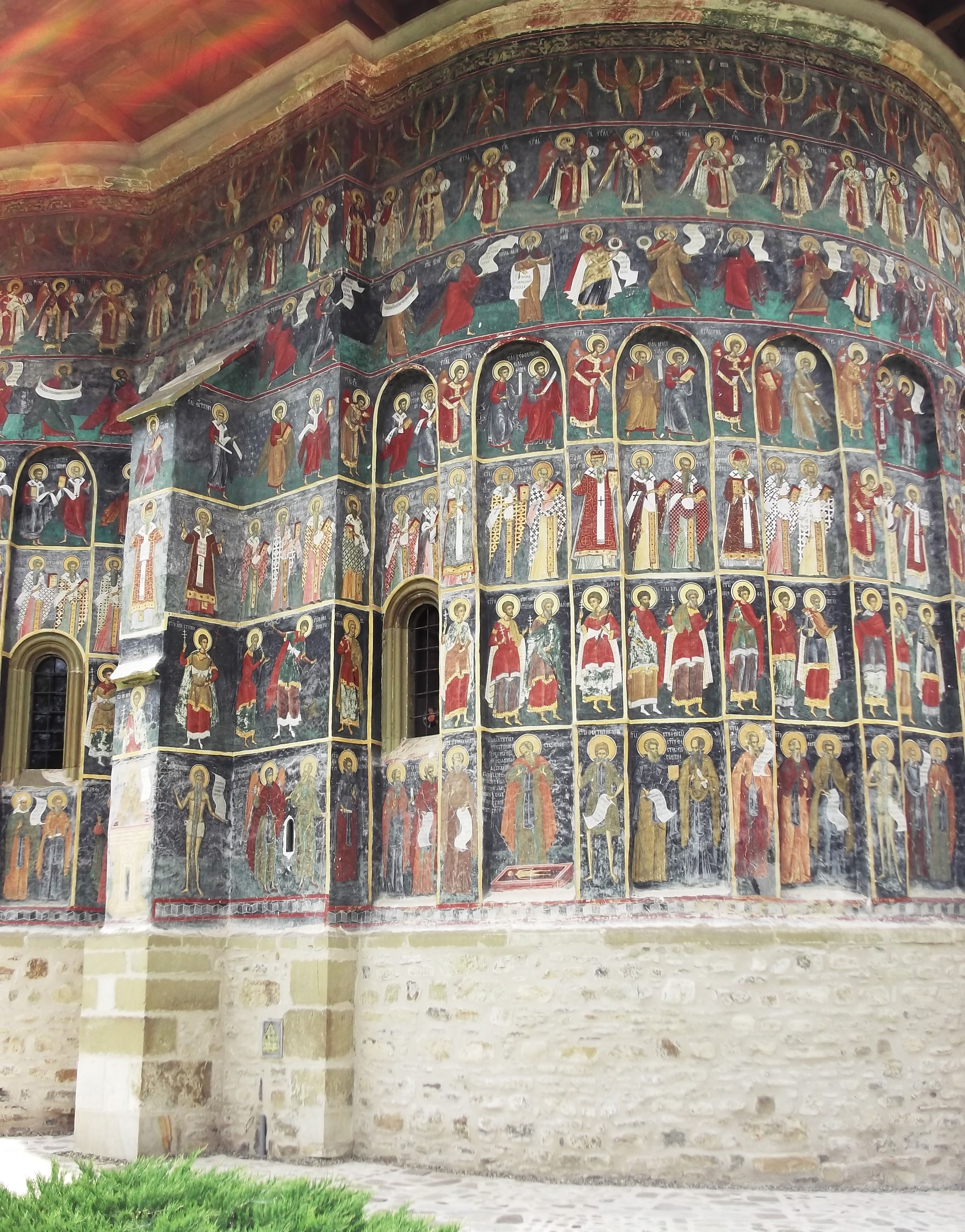
Pictura exterioară
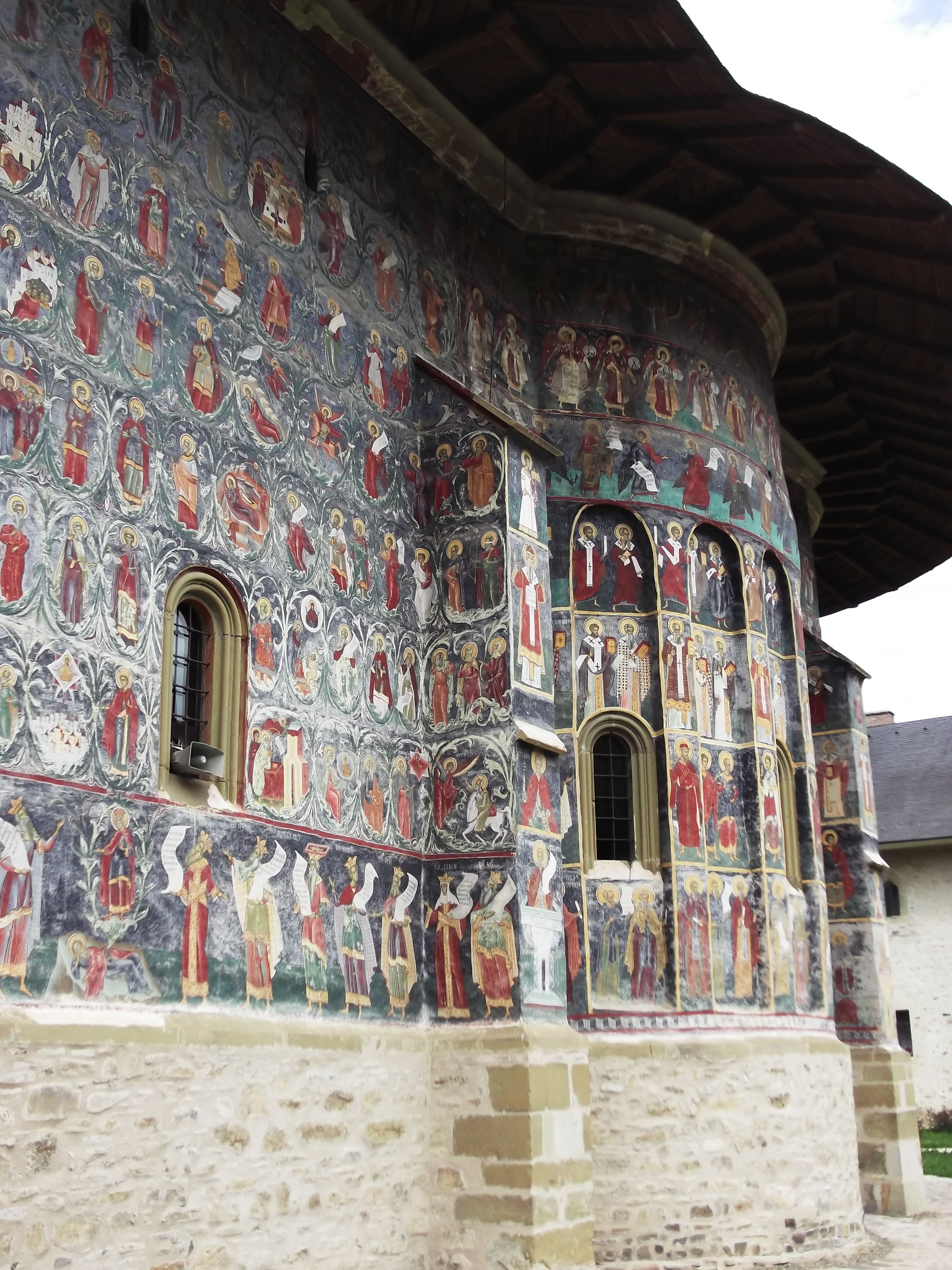
Pictura exterioară: Arborele lui Ieseu
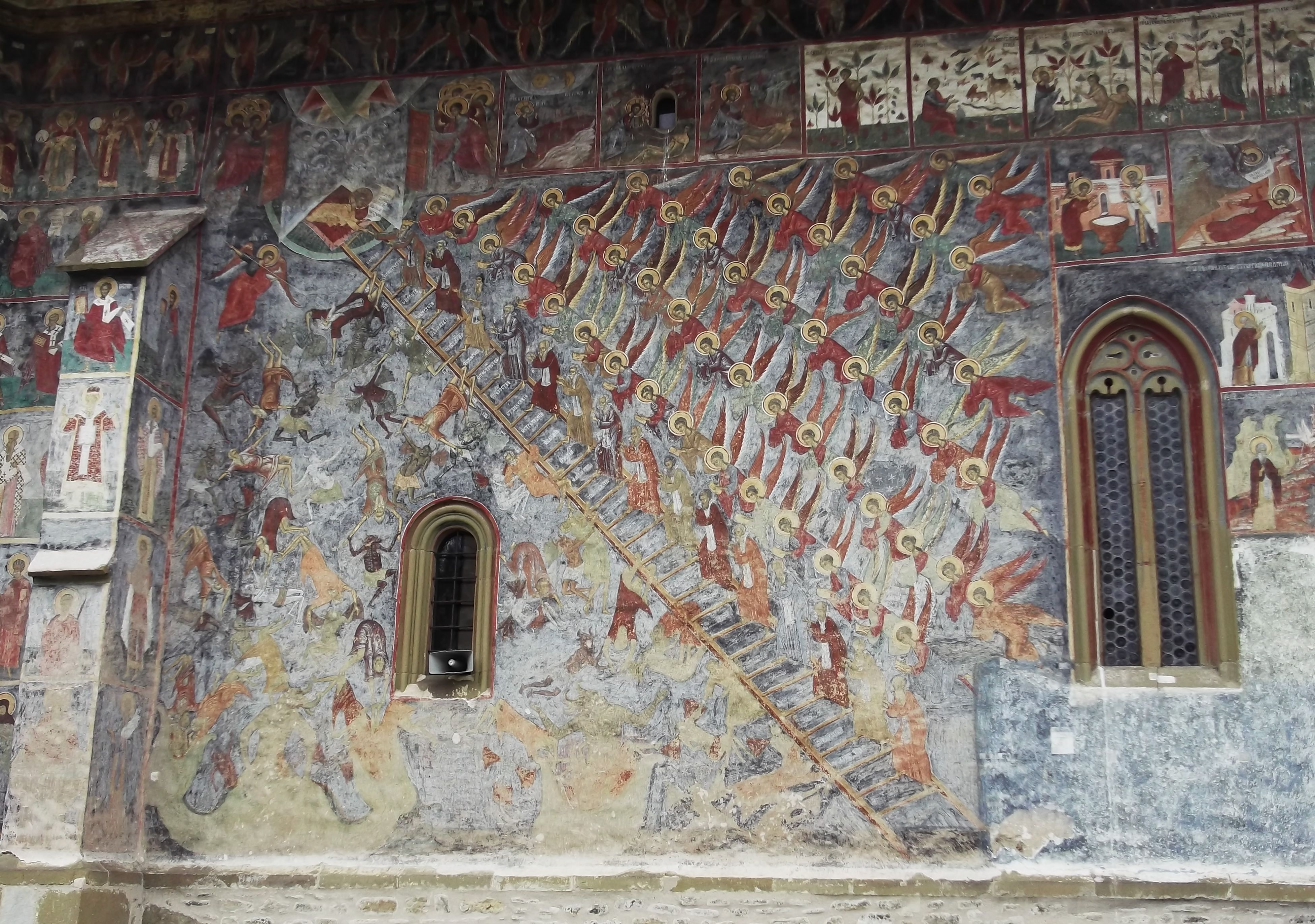
Pictura exterioară - „Scara raiului”
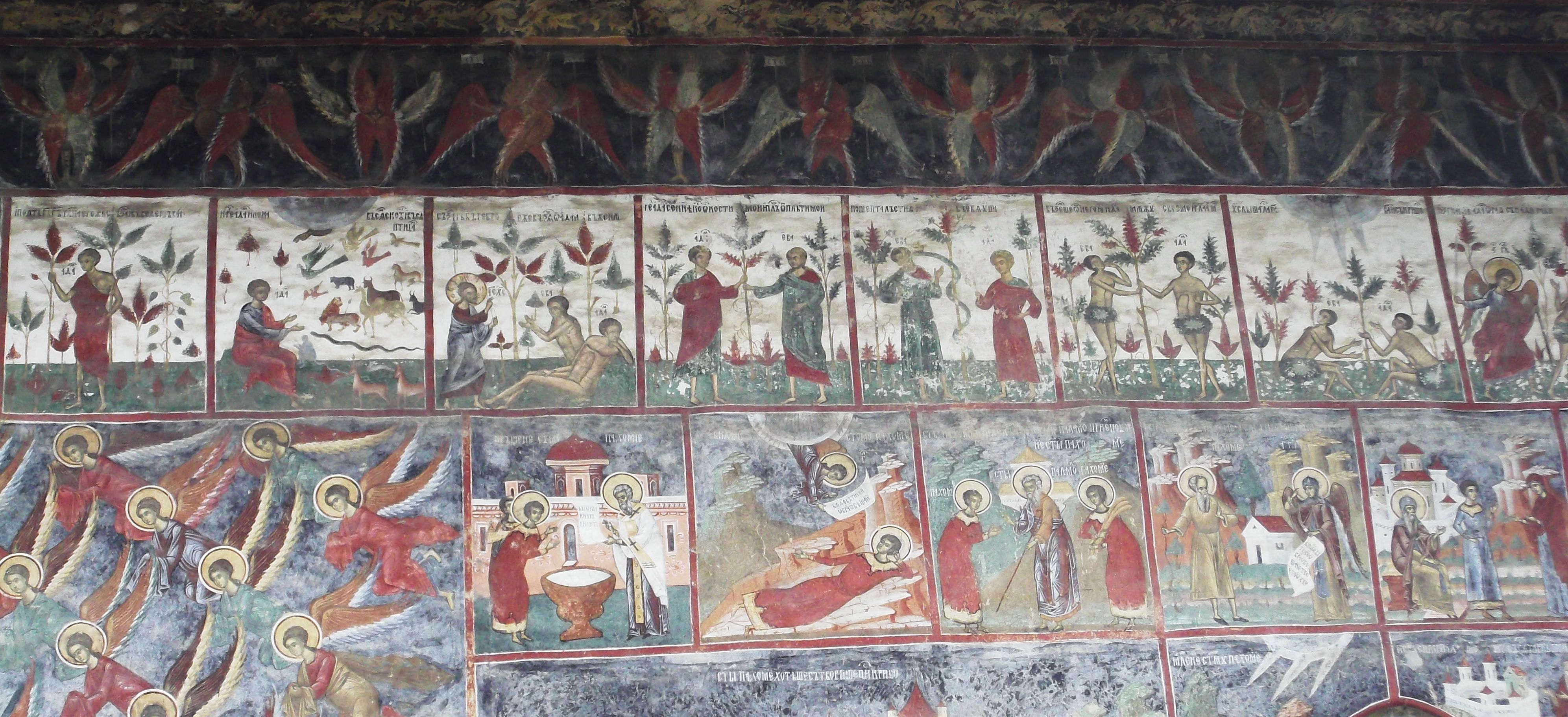
Pictura exterioară - „Geneza”
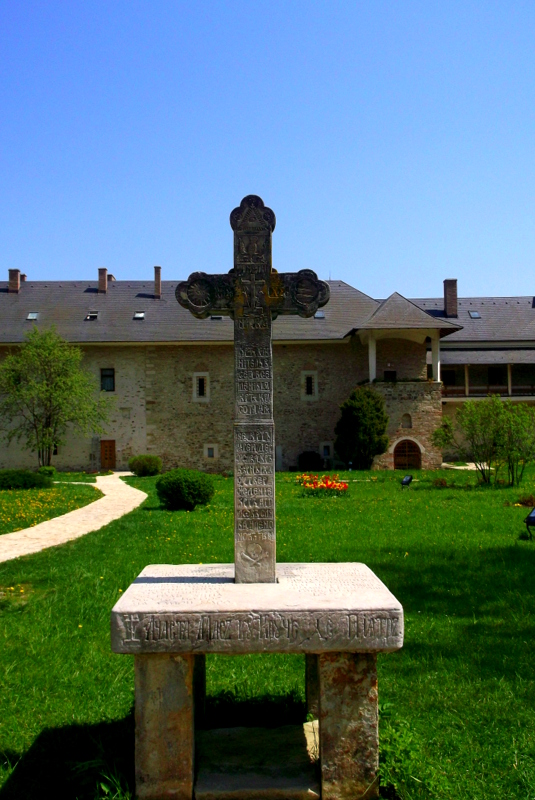
Crucea din curtea mănăstirii
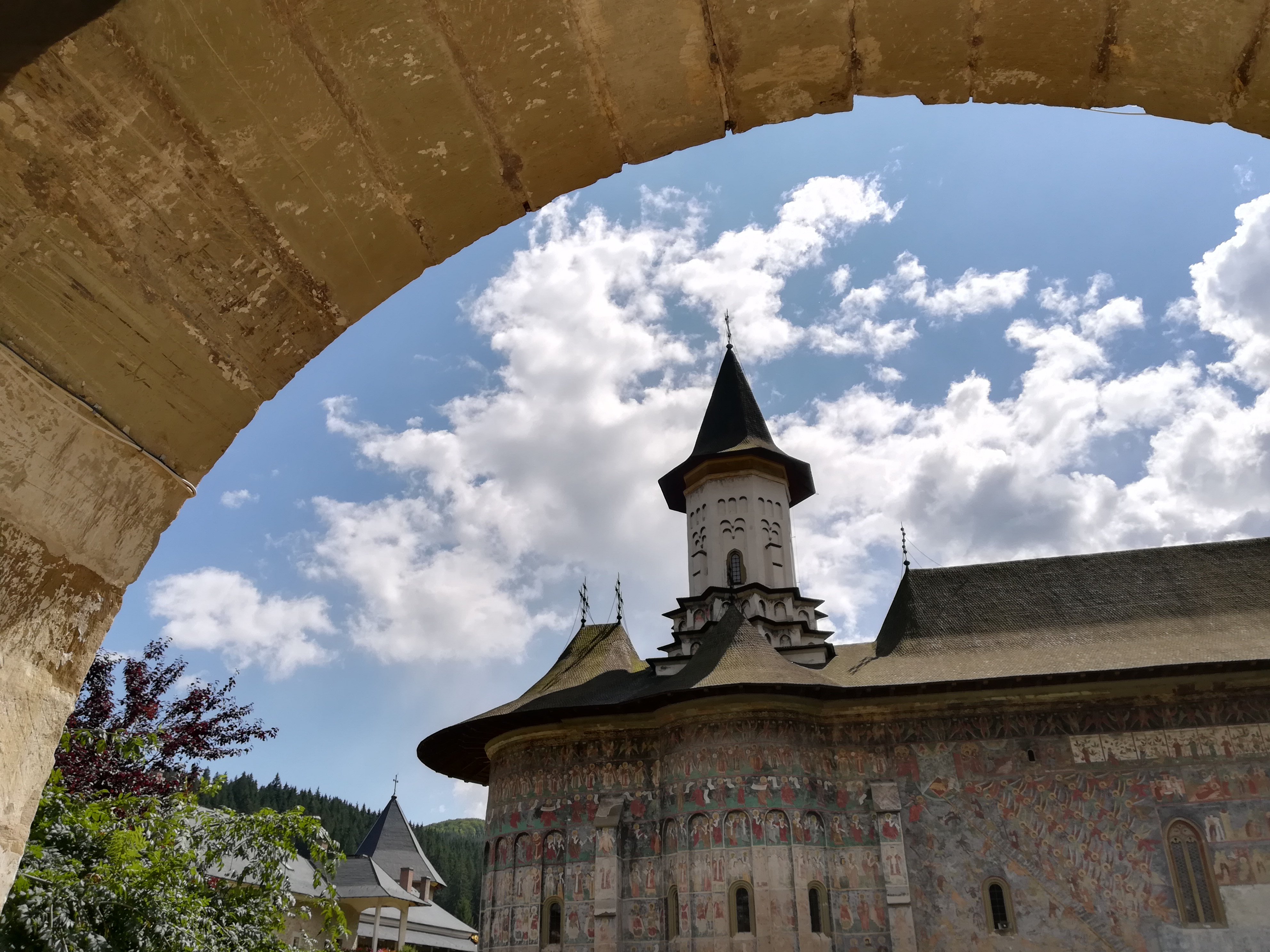
Mănăstirea Sucevița
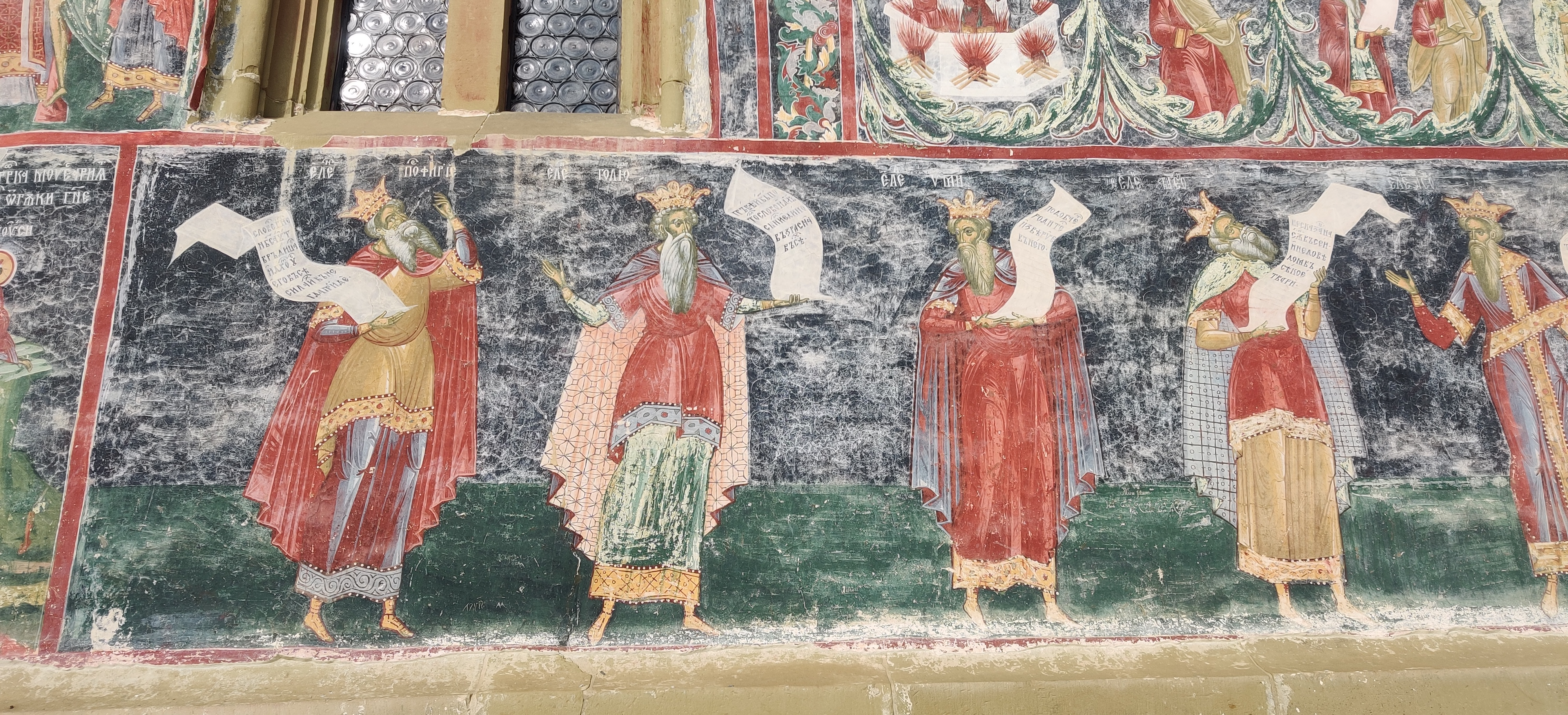
Filosofii greci
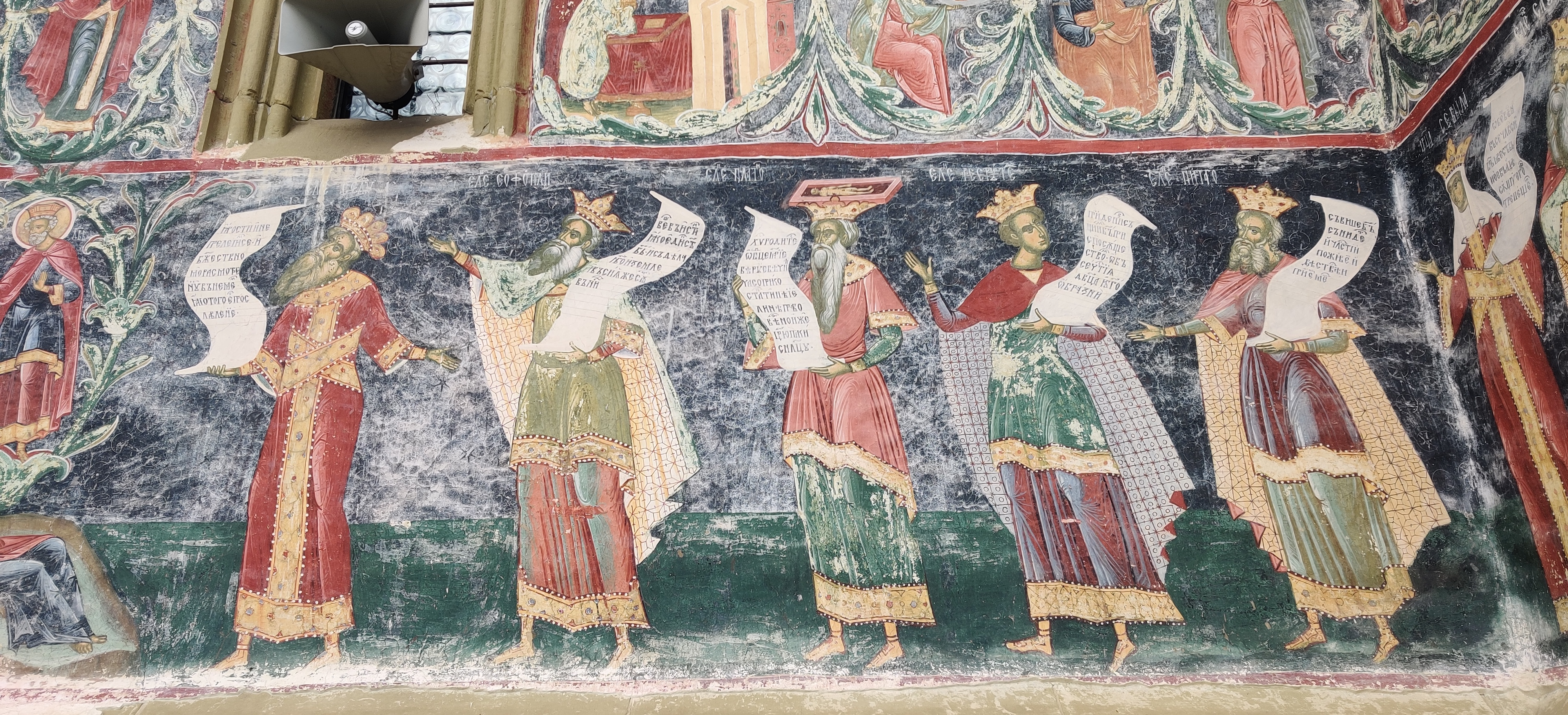
Filosofii greci
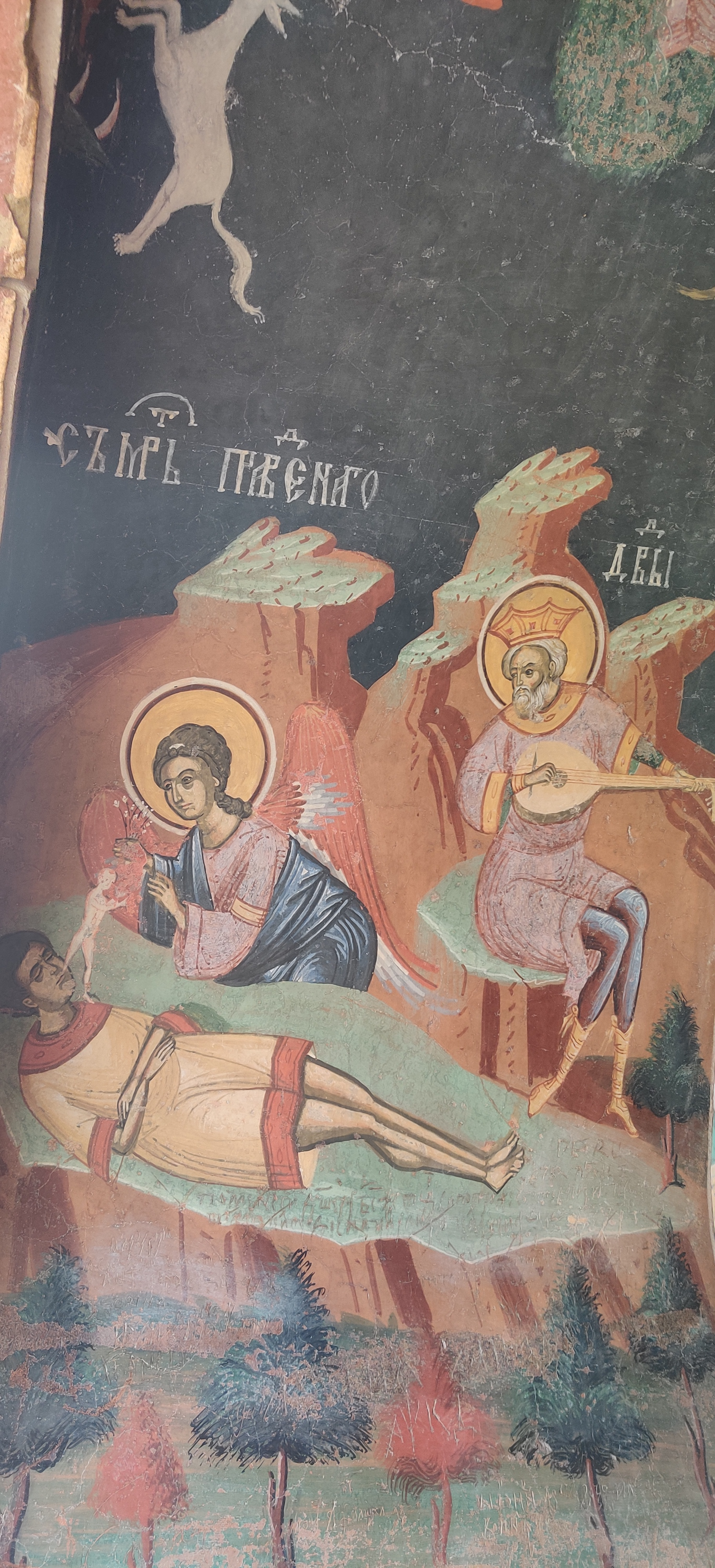
Regele David și îngerul la patul muribundului
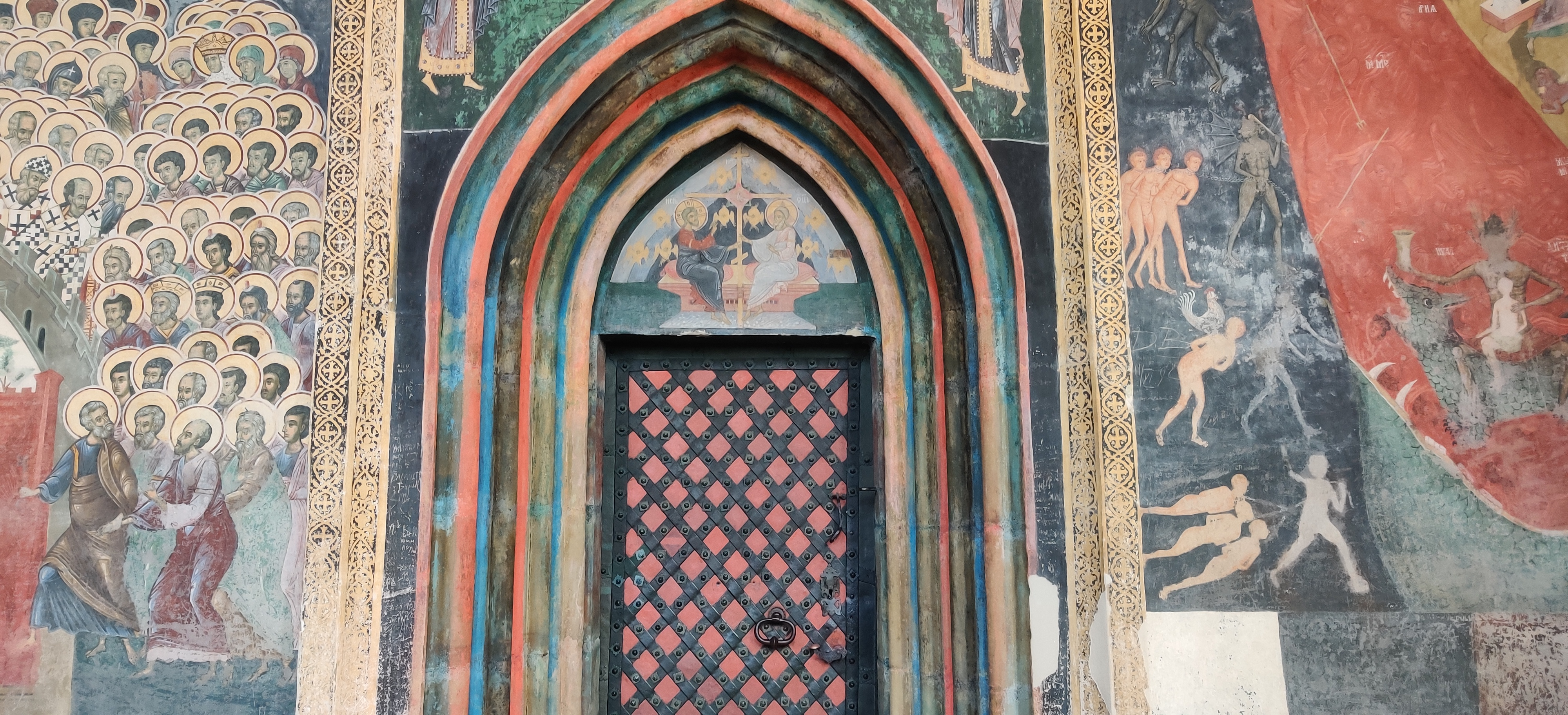
Sfânta Treime pictată pe un portal gotic